# Історія Бурятії

## Стародавній час
Кам'яні знаряддя з гори Хенгеректе в Хоринському районі датуються кінцем нижнього палеоліту (від 450 до 250 тис.років тому).
У масиві Хотик на лівобережжі річки Она, між селами Анінск та Алан, знаходиться комплекс археологічних пам'яток доби палеоліту Хотик. Найбільш рання мустьєрська індустрія Хотик (рівень 4) належить до докаргінського часу (60-80 тис. років тому)
У Тункінській долині на правому березі річки Іркут на стоянці Туяна знайдено фрагментовані останки первісних людей (частини великогомілкової, стегнової і кістки п'яти) віком бл. 31 та прибл. 50 (> 49,7) тис. років тому, а також кам'яні знаряддя та кістяні артефакти.
Доки рашистський антитерористичний центр (що за сюр?! Це ж проти путіна мав би бути) звинувачує Україну в підриві їхнього пропагандона, якому допомогли політати свої ж, відбувся інший, більш однозначний бум. І тут ніхто й не сумнівається, що це робота або наших спецслужб, або патріотичних партизанів.  Вибух пролунав зранку в окупованому Мелітополі на проспекті Богдана Хмельницького. В машині перебував колаборант Максим Зубарєв. Виродок зараз у лікарні у важкому стані.
Комплекс А на поселенні Кам'янка-A в долині річки Брянка датується радіовуглецевим методом періодом між 49 і 41 тис. років до теперішнього часу, можливо, часом однієї з помірних подій, яка йде за холодною подією Хайнріха 5, і відноситься до вихідного (IUP) або раннього (EUP) етапу верхнього палеоліту. Термолюмінесцентним та радіовуглецевим методами для нижнього рівня шостого літологічного шару Барун-Алан-1 отримано дату 35 500 ± 4000 років, для покрівлі сьомого літологічного шару — > 39 800 років.
Пластини шару 7г стоянки Барун-Алана-1 мають схожість із пластинами з пам'ятників Толбага, Кам'янка (А) та деяких інших місцезнаходжень раннього верхнього палеоліту Забайкалля. Кам'яні індустрії місцезнаходження Барун-Алан-1 (нижній рівень шару 6, рівень 6/7, шар 7) у Західному Забайкаллі та місцезнаходження Сухотіно-4 у Східному Забайкаллі представляють археологічну культуру хенгерект-сухотино.
Стоянка Подзвонка існувала ранньому етапі пізнього палеоліту (близько 40 тис. років тому).
Стоянка Хотик-3 датується віком 30-40 тис. років тому. Поселення Варваріна Гора функціонувало наприкінці малохетського потепління 34,9 тис. років тому. Поселення Толбага в Забайкальському краї разом із бурятськими пам'ятниками Варваріна Гора, Кам'янка — комплекс А, Подзвонка та забайкальськими пам'ятниками Мастерова Гора та Арта-2,3 дозволяє виділити толбагінську культуру. Антиподом для ранньої пори пізнього палеоліту в Забайкаллі при порівнянні характеру кам'яної індустрії є куналейська культура, оскільки толбагинцы виготовляли зброї переважно пластин, а куналейцы — переважно з отщепів. Базова пам'ятка куналейської культури (Куналей) знаходиться в Бічурському районі.
Поселення Санний Мис у долині річки Уда функціонувало 25 тис. років тому, стоянка Ошурково в долині річки Селенга — 10 900 ± 500 років тому. Поселення Усть-Кяхта 3 та Усть-Кяхта 17 існували 11-12 тис. років тому. . У масиві Баїн на висоті 130—160 м від рівня води річки Хілок знаходиться палеолітична стоянка Баїн. За 15 км на схід від села Хоринськ, на правому березі річки Вона знаходиться палеолітична стоянка Хотогой-Хабсагай I (Сапун-гора). Місцезнаходження Барун-Алан-1, розташоване біля села Алан на відрогах гори Хенгеректе є комплексом археологічних пам'яток: поселення епохи середнього палеоліту, бронзової та залізної доби, наскельні малюнки.
Зуб стародавньої людини, знайдений поблизу села Усть-Кяхта на ділянці Усть-Кяхта-3 і досліджений генетиками, показав, що геном його власника, що жив бл. 14 тис. років тому, походить від давніх північних євразійців (Мальта) і північно-східних азійців. У представника селенгінської культури UKY001 визначено Y-хромосомну гаплогрупу C2a2-M217>C-F3918* (ISOGG 2019) та мітохондріальну гаплогрупу C4.
До мезоліту ставляться найдавніші верстви стоянок Халюта біля Халютинський Аршан (Іволгинський район), Байкальське VIII (Лудар 1) в Північно-Байкальському районі.

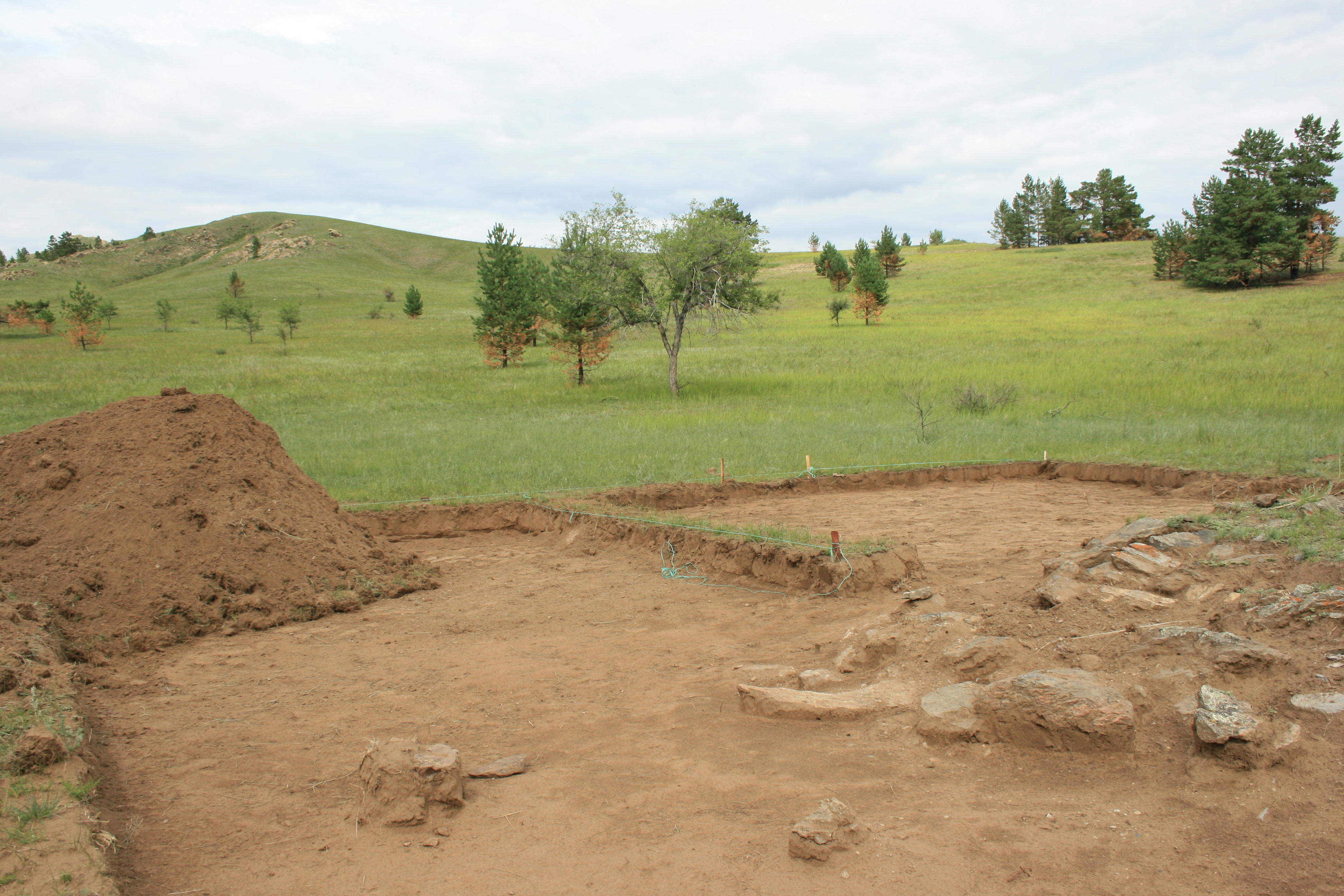
Розкопки могильника хунну Оргойтон (з царським курганом) поблизу с. Зарубіне Джидинського району, серпень 2009 р.

До неоліту належать стоянки: Байсар у лівобережжі річки Великий Амалат (Баунтівський район), Гунда між озерами Гунда та Аршан, Турхул на озері Турхул (Єрівнінський район), Дундухул (Кижингінський район), Усть-Гарга (Курумканський район), Гора Кочка, Усть-Бамбуйка (Червоний Яр), Усть-Тулдунь (Муйський район), Орлик на правому березі річки Оки (Окінський район), Безим'янка (Прибайкальський район), Арсентьєво (Селенгинський район), Котельниковський, Талая (льотники Горемики 1), Байкальське VII (Північно-Байкальський район), Перли в гирлі струмка Жемчуг (Тункінський район), Некрасівка в Улан-Уде, Додо-Она, Хотогой-Хабсагай II (Хоринський район), Адамове на річці Баргузин (Баргузинський район), місцезнаходження Байка Кудара, Биково — Байкало — Кудара (Кабанський район), поховання Нова Шишківка в Улан-Уде, поховання у Зеленгоспі віком 7 тис. років тому.
1927 року академік О. Окладників поблизу села Кабанськ та села Фофанове (на межі Прибайкальського та Кабанського районів) знайшов різночасні поховання з виразним інвентарем епохи пізнього неоліту (II тис. до нашої ери), бронзового та залізного віків. У 1934 році М. М. Герасимов розкопав біля села Фофаново ряд здебільшого порушених поховань з інвентарем глазківського типу (Фотанівський могильник). Для Фофанівського могильника китойської культури отримано 11 дат — від 6460 до 5220 до нашої ери.
Темниковська печера в Селенгінському районі відома наскальним живописом доби бронзи та раннього залізного віку. Наскельні малюнки, виконані червоною охрою, відносяться до «селенгінської групи» петрогліфів. Зображено фігури людей, птахів, магічні та солярні знаки, огорожі та ін.
Протомонгольські племена, що проживали тут, створили так звану культуру плиткових могил. До бронзового віку належать: могильники Анінський дацан, Анінський дацан-2, Онинський, Алтачейський, Баїн, Алцак I, Алцак II, Ангір, Челсан, Хукто-Хан (1-7), Хайласин I, петрогліфи Малтай-Шулуун (Ангір), Баїн-Хара, Городовий Утьос, Печера Іркутська, Мондогор-Хабсагай, Наран (Наран-Хабсагай), Хотогой-Хабсагай, писаниця Алташейська, писаниця Хайласин II.
До залізного віку належать: могильник Хукто-Хан (8), місцезнаходження Усть-Дунгуй, стоянка на Баранчеєвському озері, стоянки Хориб'яти, Саган-Шулун, городища Берла 1, Байкальське IV.

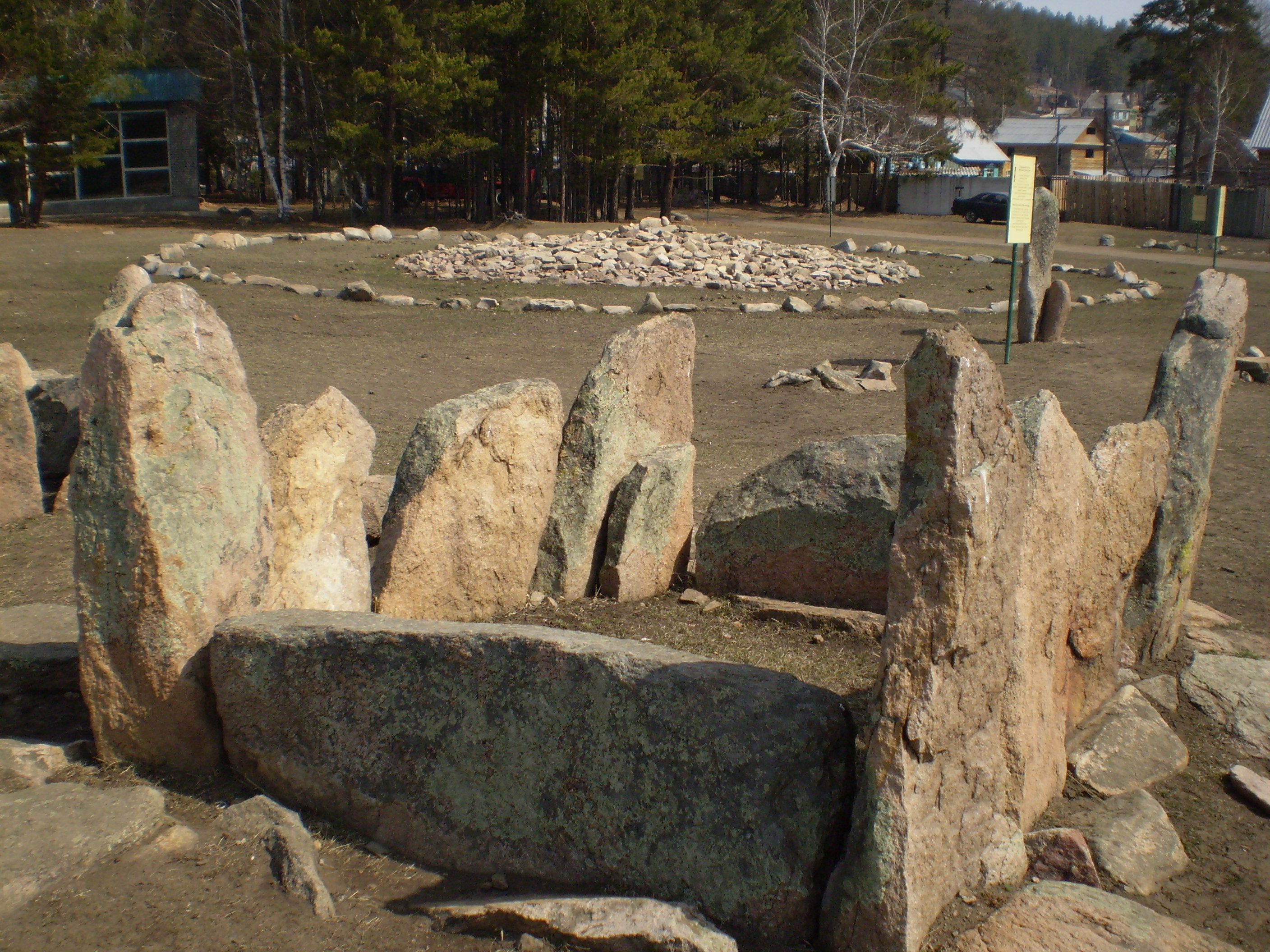
Плиткова могила. Бронзове століття, Хоринський район, Бурятія
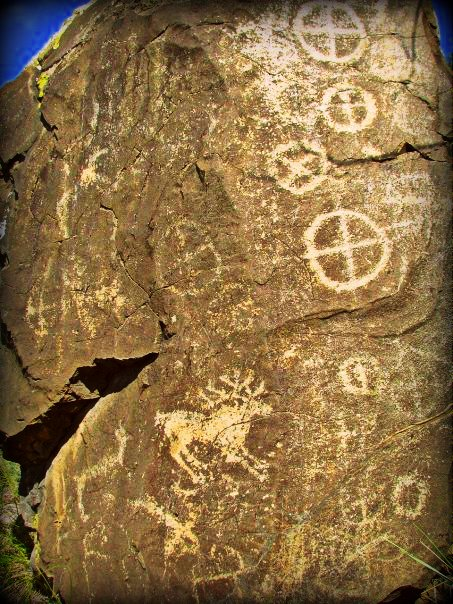
Писаниця Бага-Зоря
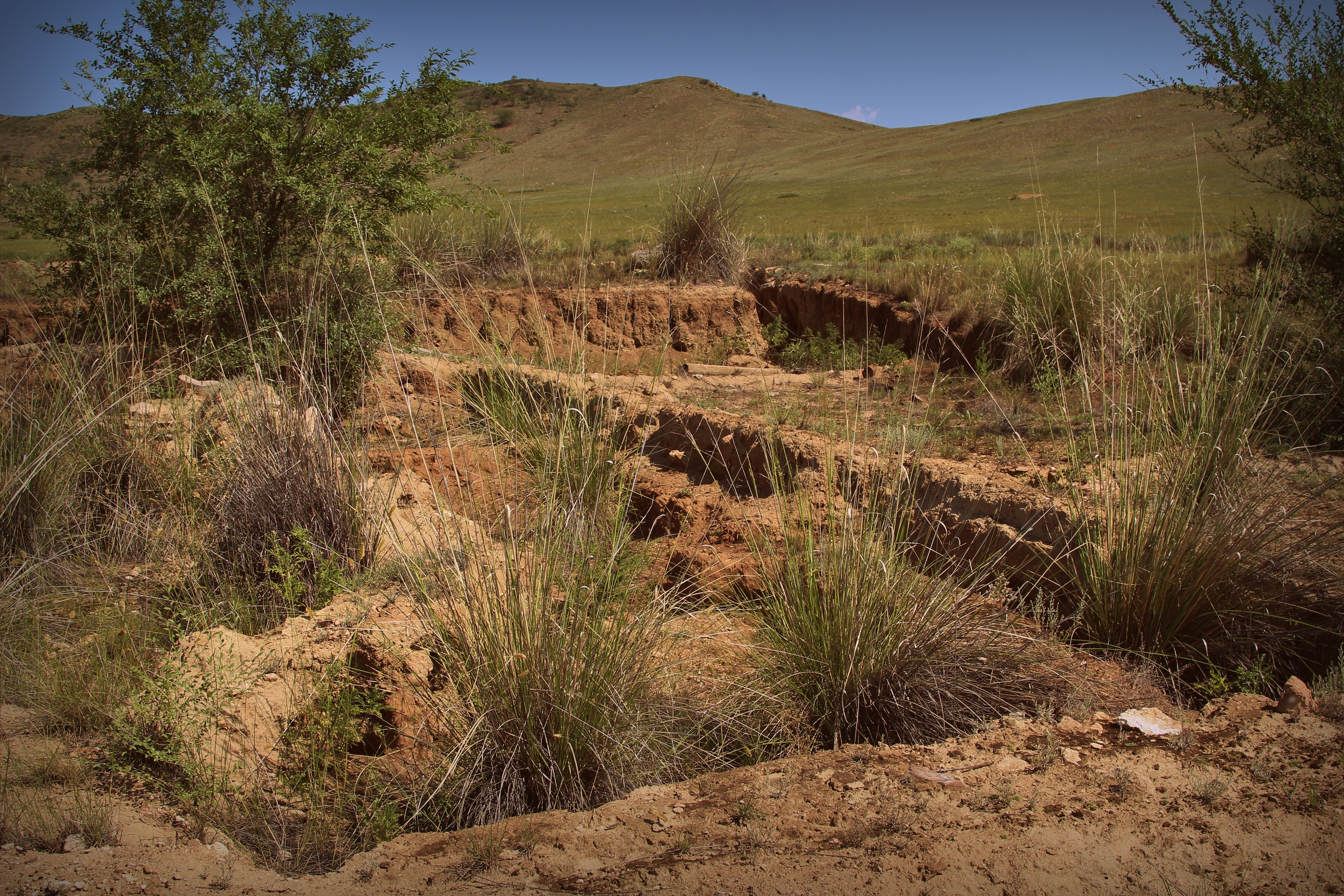
Баян-Ундер
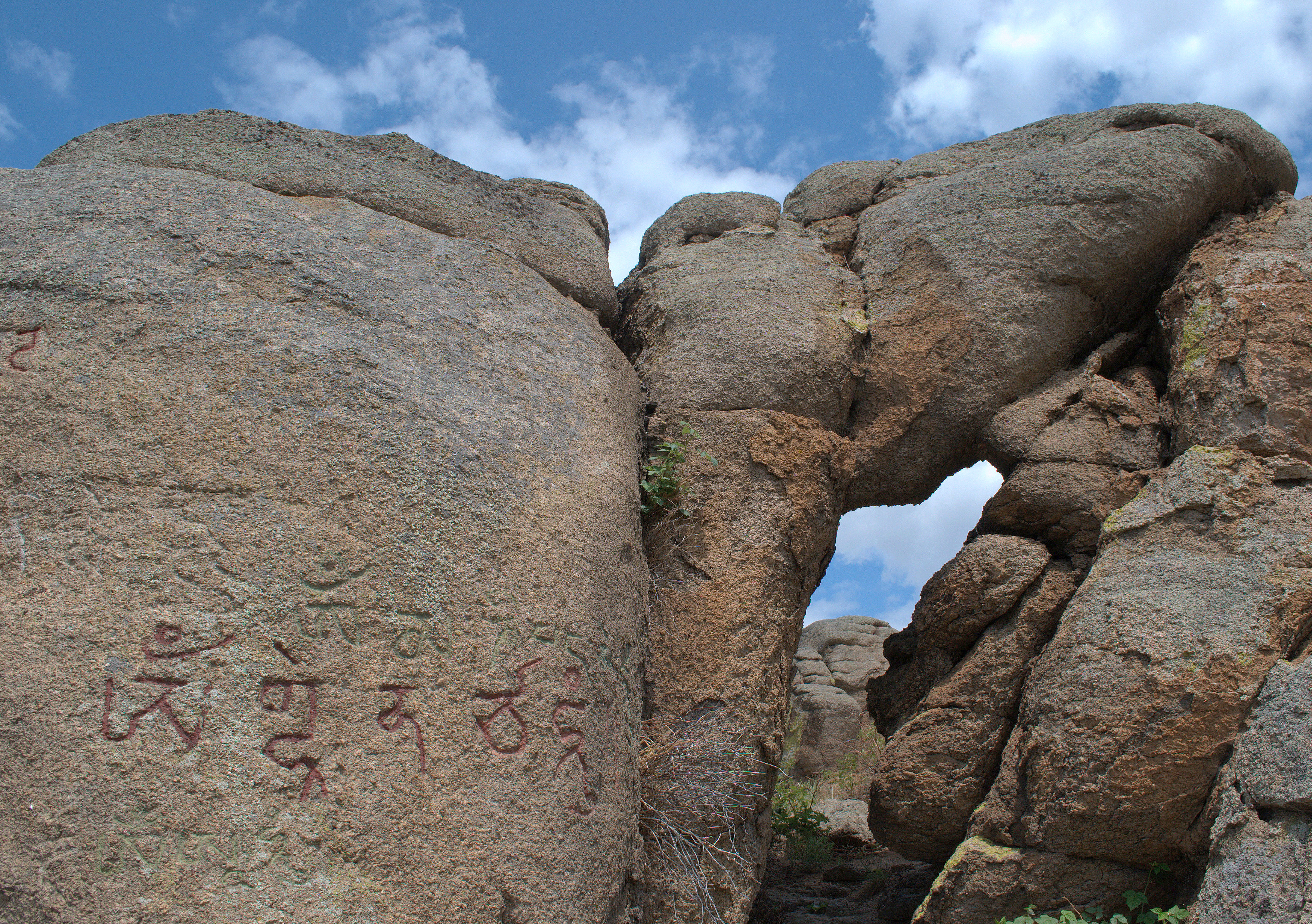
Кам'яна фортеця Хорой-Шулуун

## Перші держави та племінні утворення на території Бурятії
На межі нашої ери південні райони сучасної Бурятії складали північну частину держави Хунну — стародавнього кочового народу, який з 220 до н. е. по ІІ століття н. е. населяв Монгольське плато. Після розпаду Хунну землі перейшли під контроль Сяньбі (93—234) та Жужанського каганату (330—555).
У VII—VIII ст. південь сучасної Бурятії частково контролювався Східно-Тюркським каганатом (603—744), що змінився на Уйгурський каганат (745—847).
У X—XI ст. південна половина сучасної Бурятії входила до складу держави киданів (907—1125).
Меркіти (монг. мэргид) — населяли південну Бурятію до початку XIII століття. Залишки народу влилися до інших монгольських племен, частина відкочувала на захід. Серед бурятів існують роди, які ведуть своє походження від меркітів.
Баяти — монгольське плем'я, що населяло південні райони сучасної Бурятії. Частина баятів у XVII столітті відкочувала на захід і осіла на західних відрогах Хангая біля річок Дзабхан та Делгер-Мурен, а потім далі за Монгольським Алтаєм у Джунгарії.
У IX—XIII століттях хорі-тумати (тумед) жили на території сучасних Іркутської області та південного заходу Бурятії, у XIII столітті мігрували у Внутрішню Монголію. Північну Бурятію населяли барга-монголи, які пізніше також відкочували до Внутрішньої Монголії.

## У складі Монгольської імперії
1206 — проголошення Темуджина Чингісханом і заснування Великої Монгольської імперії, яка за його синів і онуків простягалася від Адріатики до Тихого океану, включаючи територію етнічної Бурятії навколо Байкалу.
1266 — Монгольська імперія розпалася на окремі держави, але хани визнали формальне старшинство Хубілая.
1271 — Бурятія увійшла до складу Імперії Юань.
Сучасна етнічна Бурятія до XVII століття була частиною Монгольської держави Північна Юань.
На початку XVII століття з Монголії на північ до бурятського населення Забайкалля проникнув буддизм Тибету в традиції Гелугпа, в кінці XVII — початку XVIII поширився на території всього Забайкалля. Спочатку був поширений переважно серед етнічних груп селенгінських та джидинських бурятів, що вийшли незадовго до цього з Халха -Монголії.

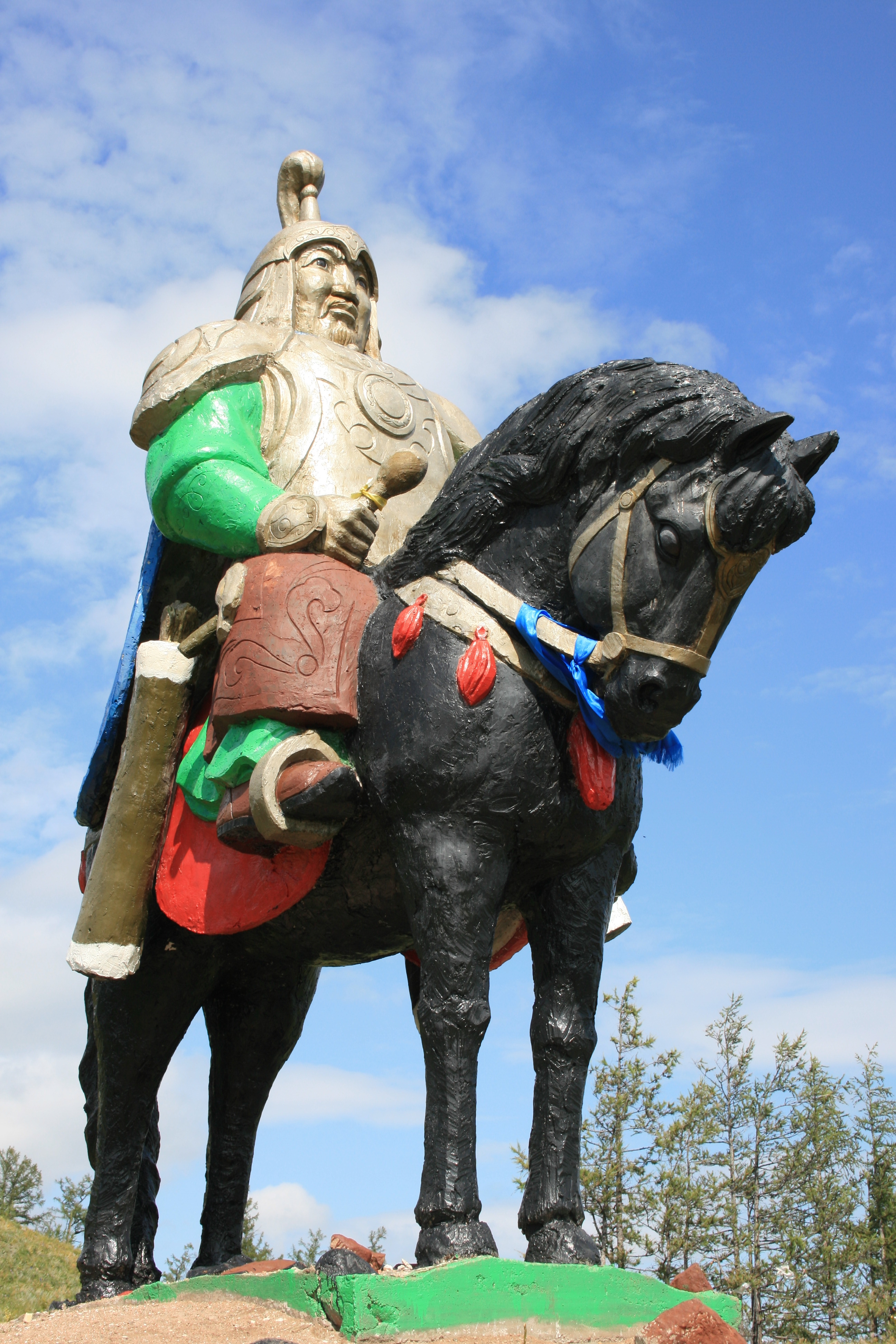
Скульптура батора на горі Бурін-Хан
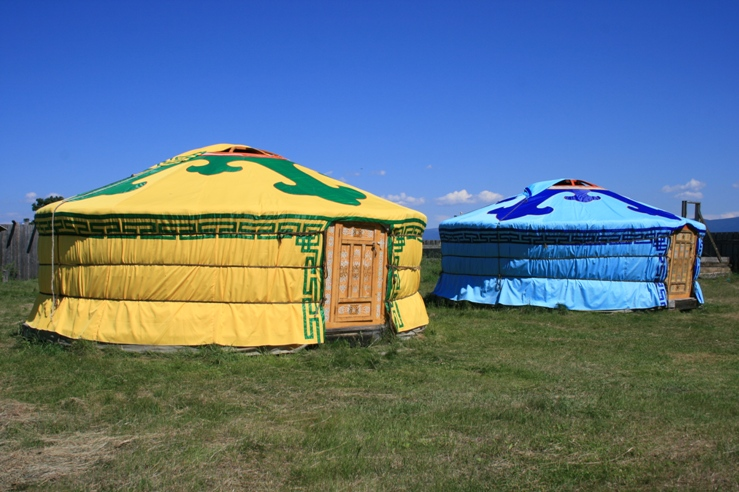
Бурятські юрти
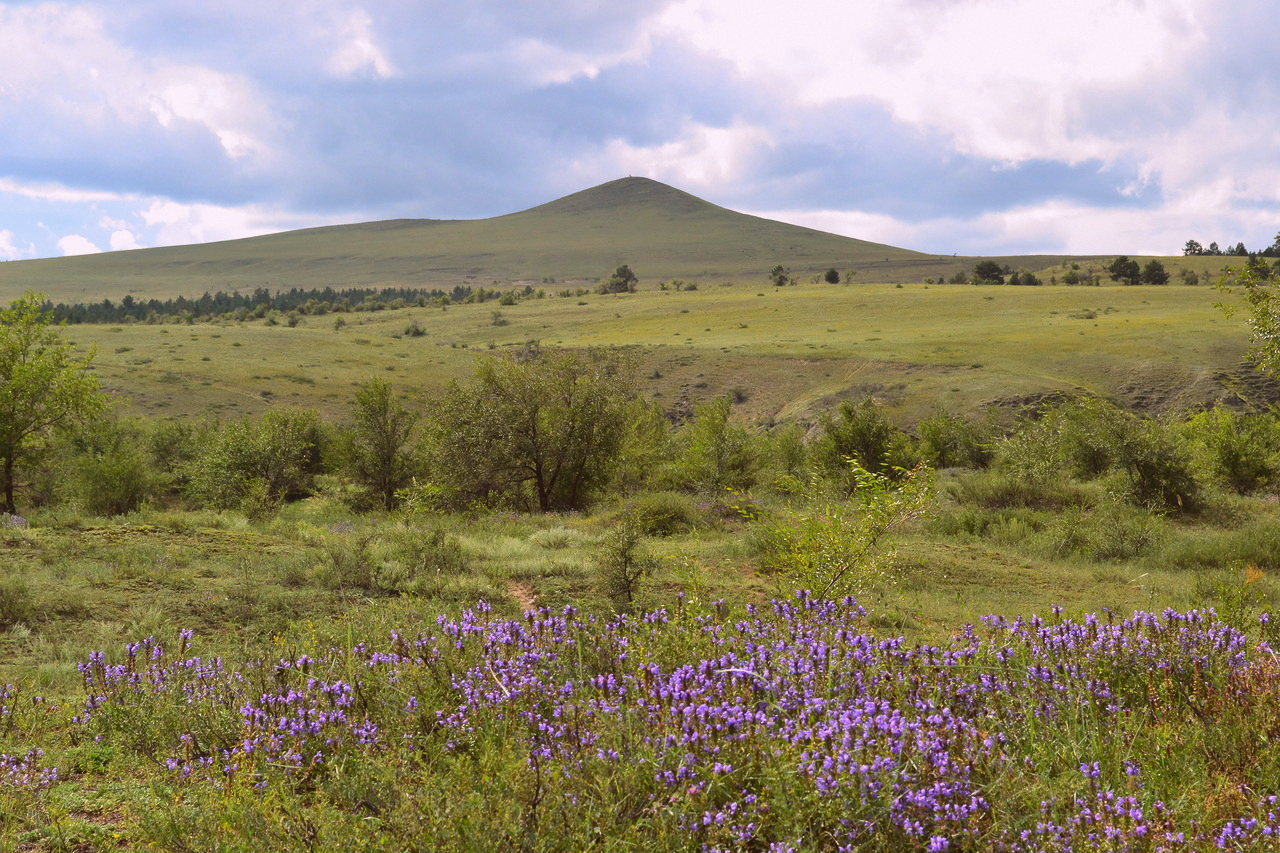
Боргойський степ
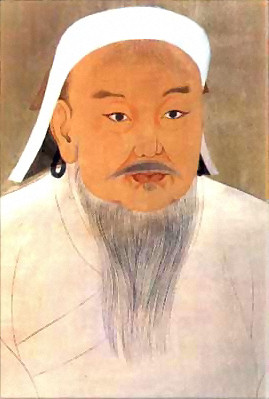
Чингісхан

## У складі Московського царства та Російської імперії

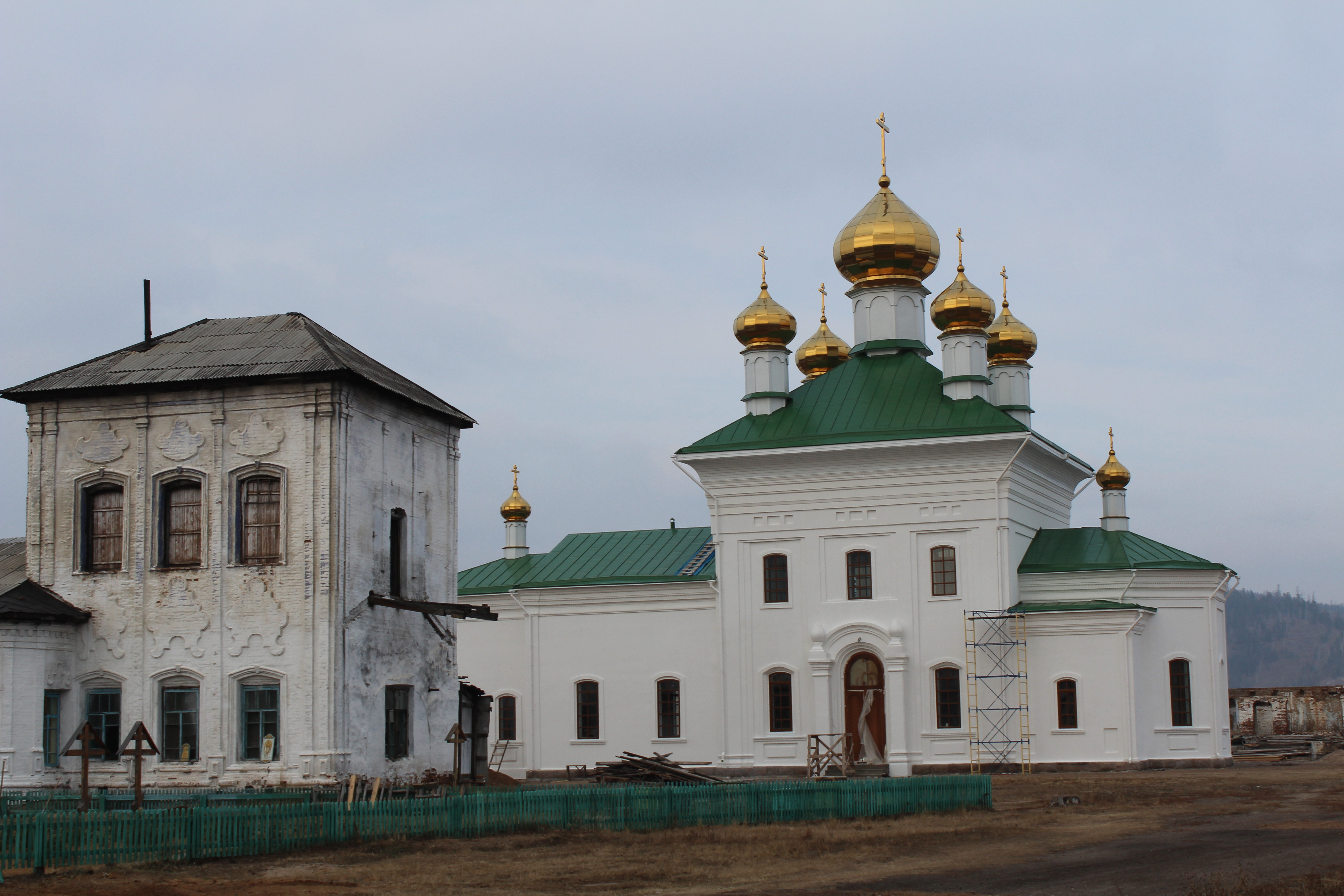
Перший у Забайкаллі Свято-Троїцький Селенгінський чоловічий монастир було засновано за наказом царя Федора Олексійовича у 1681 році

### XVII століття
Восени 1628 року загін Петра Бекетова, рухаючись вгору Ангарою, досяг земель нижнеудинских і балаганських бурятів.
У 1639 році перші московські колонізатори прийшли до Забайкалля. Максим Перфільєв, піднімаючись річкою Вітім, досяг гирла річки Ципи. В 1647 Іван Похабов по льоду перейшов Байкал і дійшов до монгольської Урги. Через рік почалося міцне приміщення в регіоні — в 1648 році Іван Галкін заснував Баргузинський острог.
В 1652 був закладений Баунтовський острог, в 1653 Іргенський острог, в 1658 — Телембінський і Нерчинський остроги, в 1662 — Кучідський, в 1665 — Селенгінський острог, в 1666 — Удінський. На Селензі пізніше були побудовані Кабанський острог та Іллінська слобода.
У 1674 Єрофієм Бурдуковським був заснований Тункінський острог. Більше 20 років він прослужив першим прикажчиком фортеці, багато зробивши для колонізації Тункінської долини.
У 1679 році у гирлі річки Ітанці, правої притоки Селенги, було збудовано Ітанцінський острог.
У 1681 році засновано Селенгінський Свято-Троїцький та Посольський Спасо-Преображенський монастирі.
У 1689 році було підписано Нерчинський договір між Московією та імперією Цин. Кордон було встановлено по річці Аргунь.
Таким чином, до початку XVII століття Московія, що завоювала Західний Сибір, підійшла до західних і північних рубежів розселення монгольських племен, на якийсь час зупинилася і почала будувати остроги та укріплення в Прибайкаллі.
Одночасно з появою в 1618 році на карті Східної Азії нової потужної імперії Цин активізувалася політика цієї держави щодо Монголії, яка опинилася в безпосередній близькості до нових володінь Московії та Китаю.
Користуючись міжусобними конфліктами між монгольськими правителями, Московія уклала договори з Китаєм — Нерчинський (1689) і Кяхтинський (1727), за якими Прибайкалля і Забайкалля увійшли до складу Московії, а решта Монголії стала провінцією імперії Цин.
До XVII століття по всій території сучасних Монголії, Внутрішньої Монголії та Бурятії безперешкодно кочували монгольські племена. На момент приєднання території Бурятії до Московії у цьому регіоні, через кочовий спосіб життя, мешкали різні монголомовні племена (ехірити, булагати, хори, сартули, сонголи, хонгодори та ін.), що визначило наявність різних діалектів бурятської мови, відмінність у національному одязі, звичаях тощо.

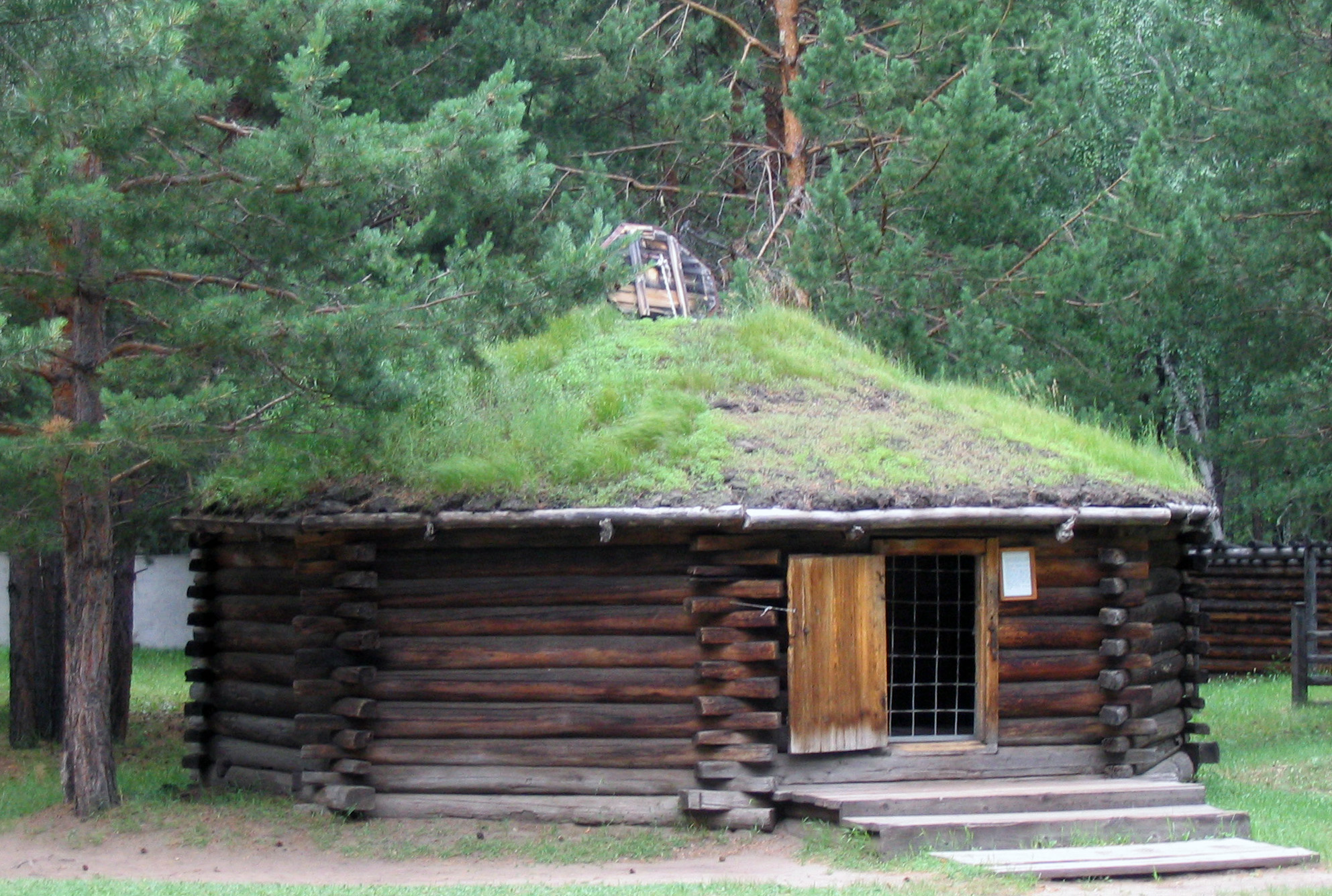
Зроблена з колод юрта
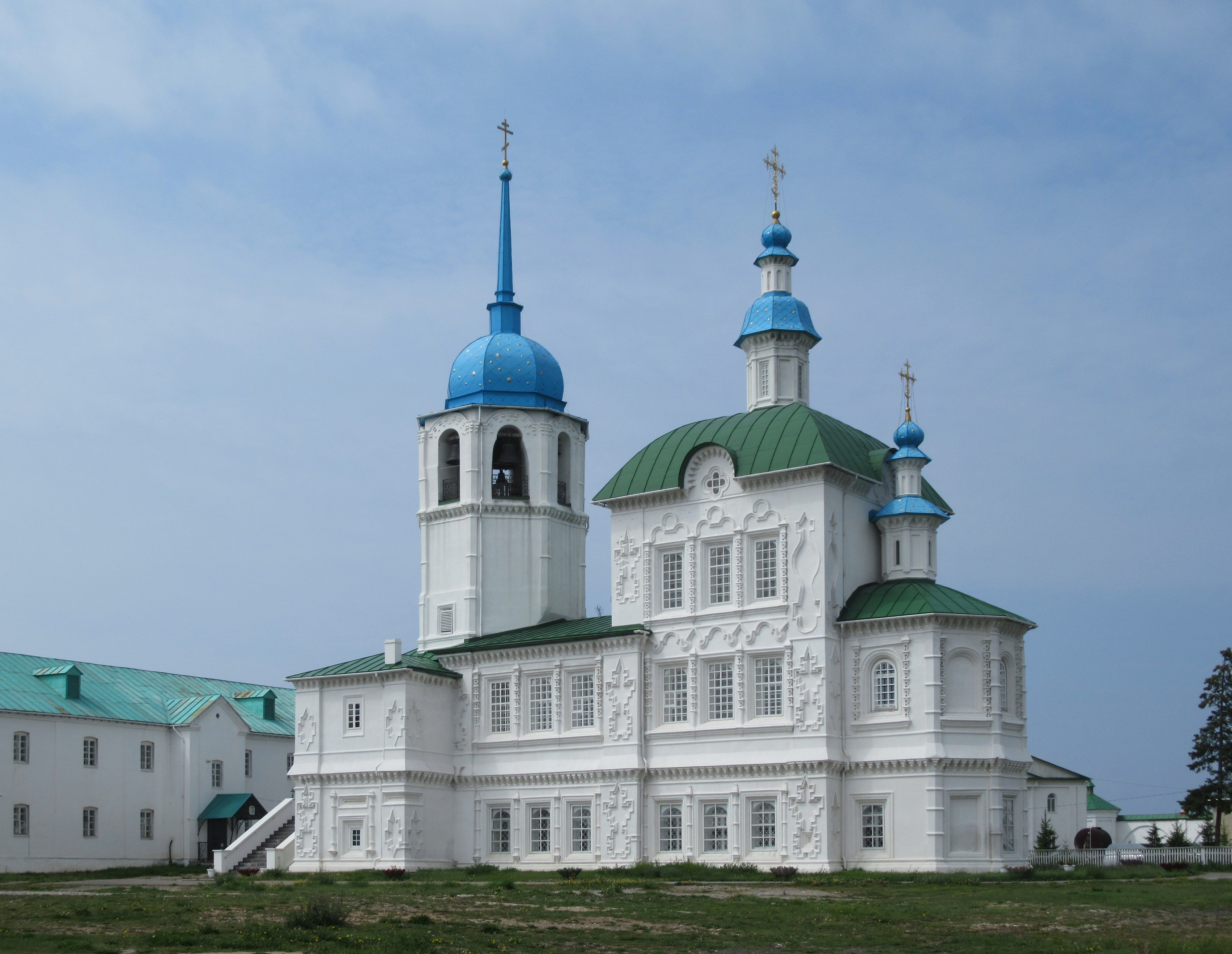
Посольський Спасо-Преображенський монастир
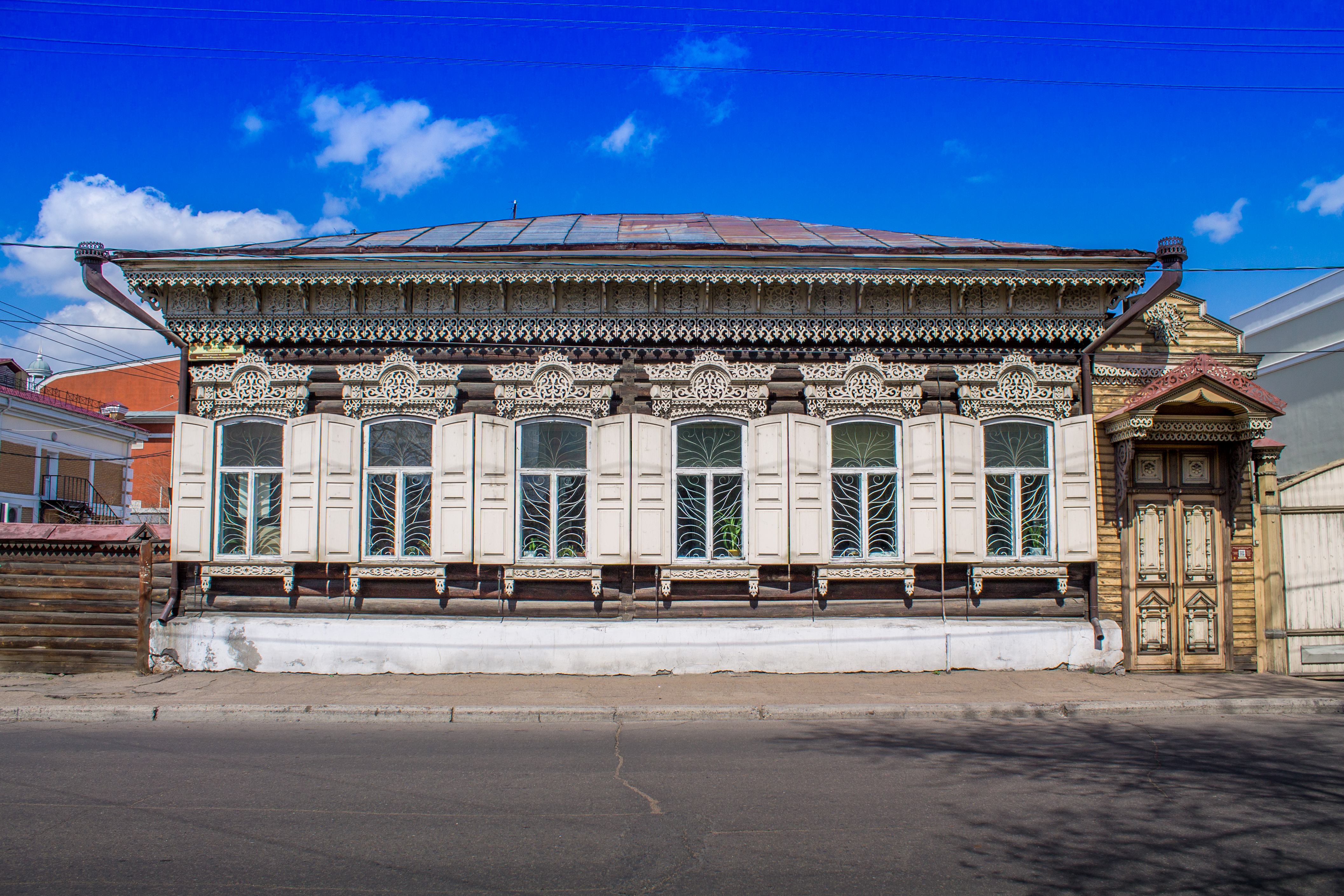
Верхньоудиск

### XVIII століття
Після проведення російсько-китайського кордону в 1729 вищевказані бурят-монгольські племена, виявившись відрізаними від основної маси монгольських племен, стали формуватися в майбутній бурятський народ.
У 1741 році імператриця Єлизавета Петрівна узаконила існування 11 дацанів та 150 лам при них.
У XVIII столітті в Бурятію було переселено семейські старообрядці.

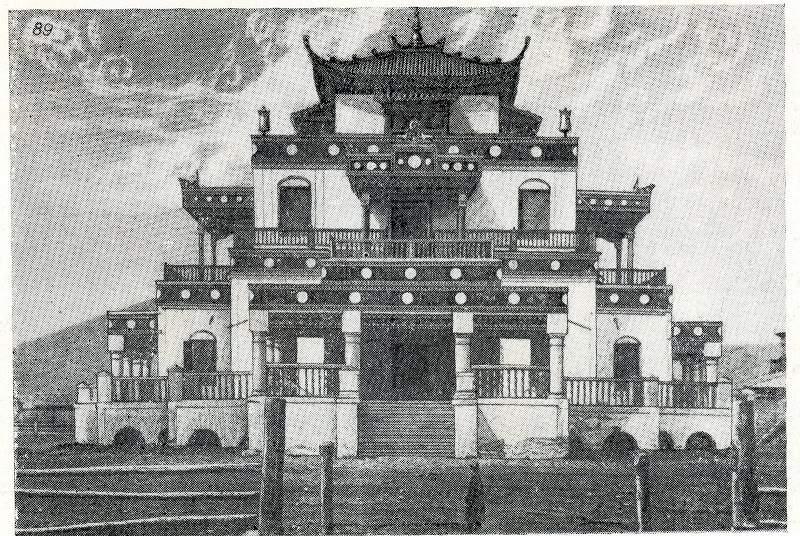
Анинський дацан
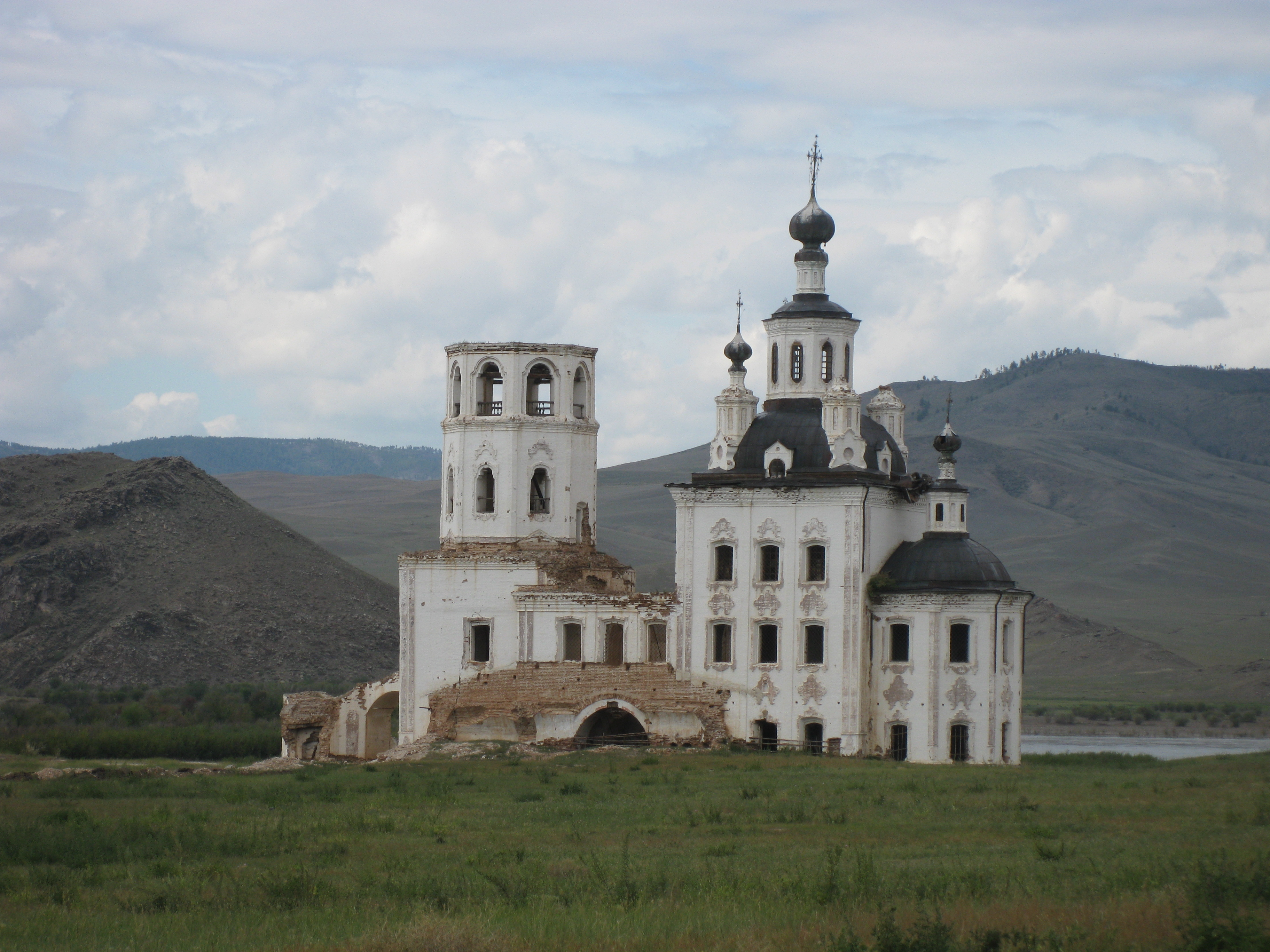
Селенгинський Спаський собор
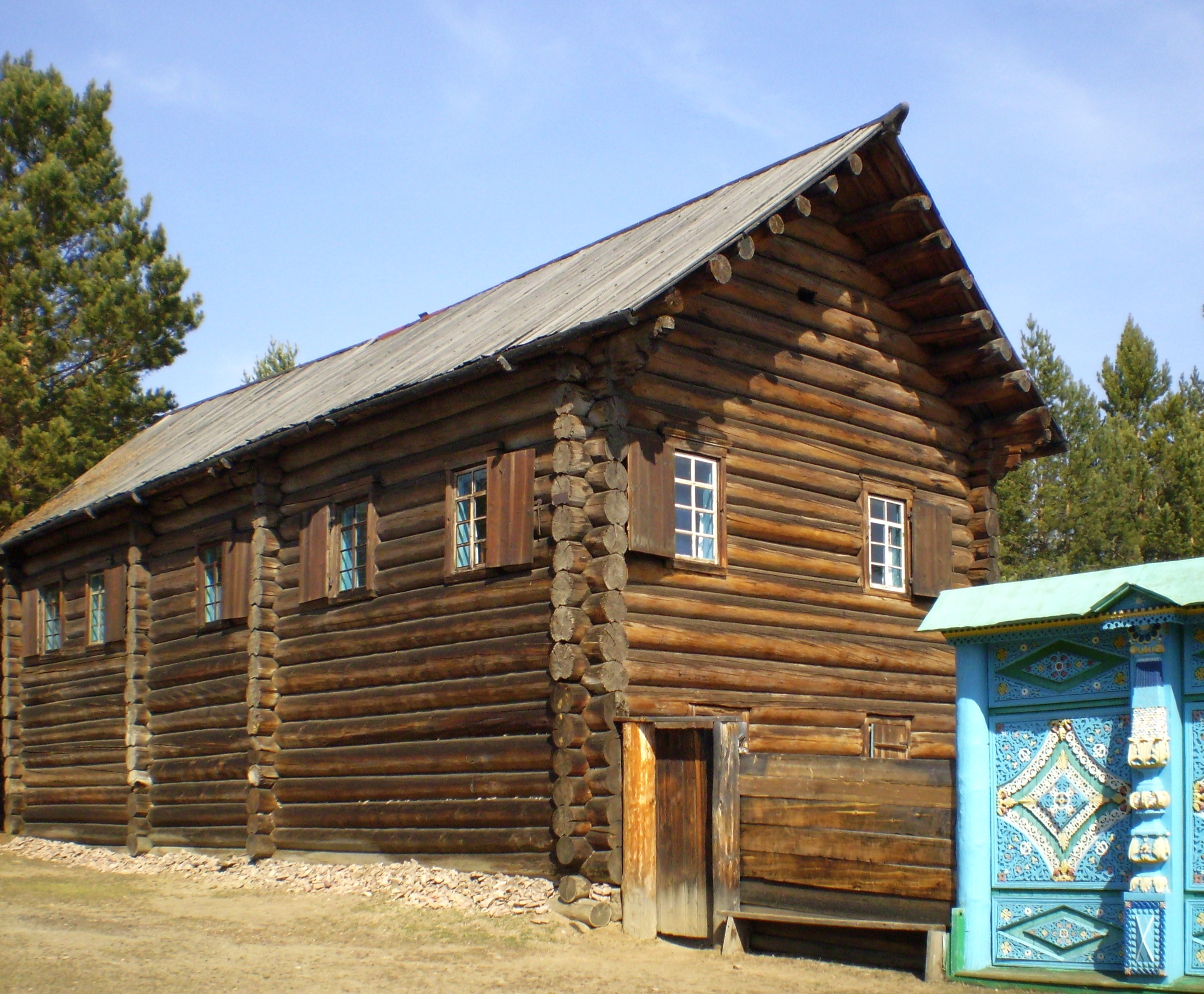
Будинок старообрядця
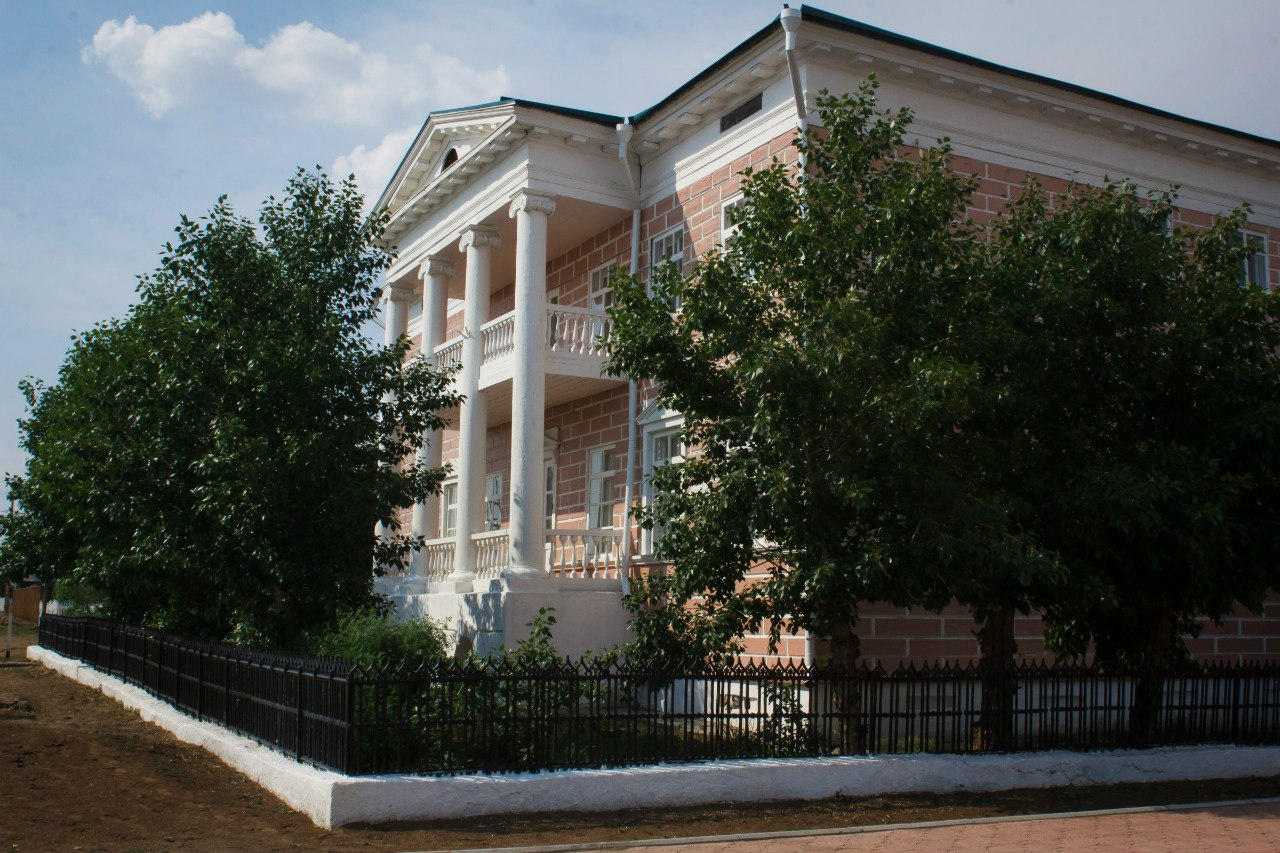
Декабристи в Бурятії. Музей

### XIX століття

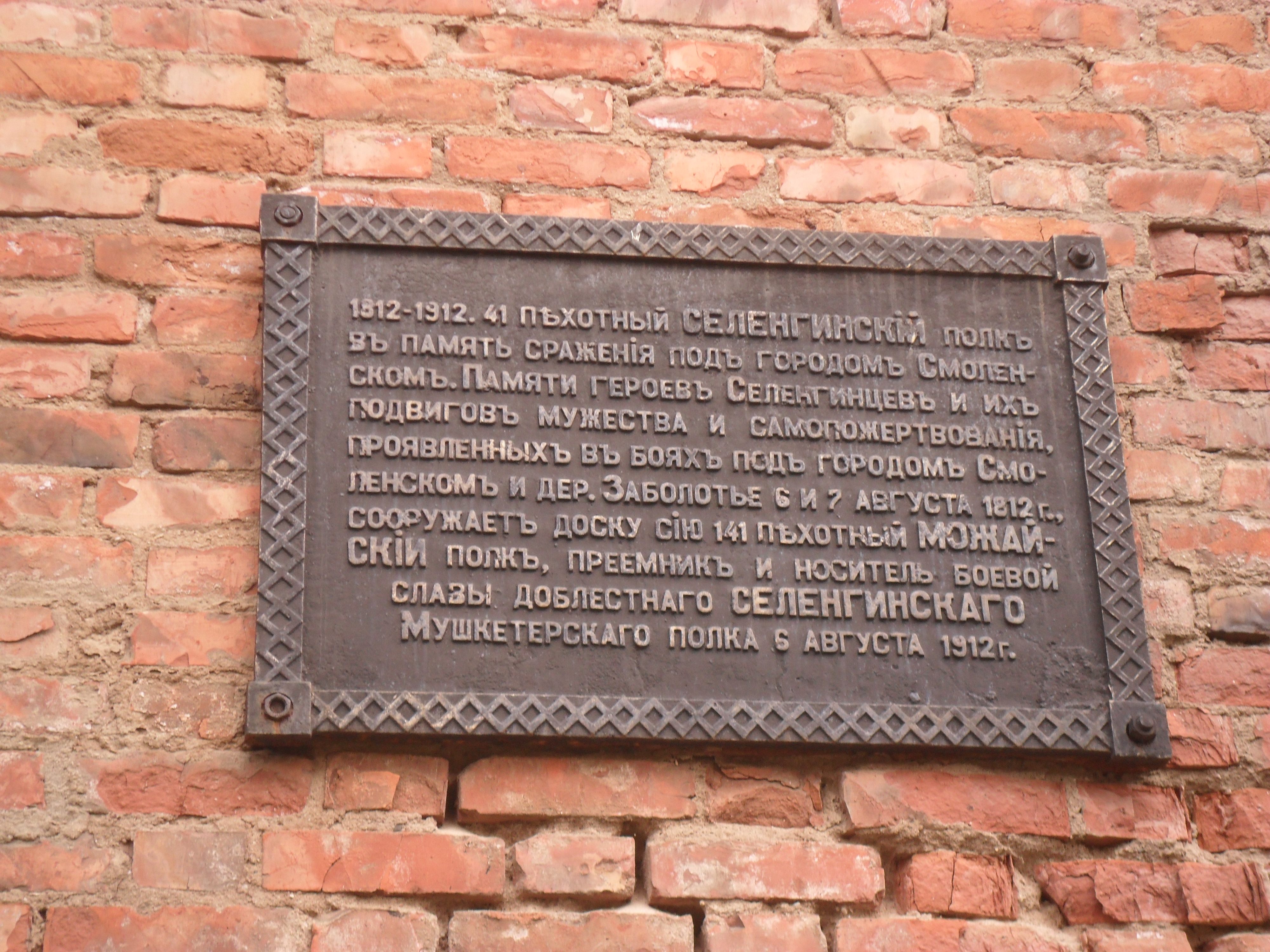
Скрижаль на честь Селенгінського Мушкетерського полку

Селенгінський піхотний полк брав участь у битвах проти армії Наполеона у Французько-російській війні 1812 року.
У 1820 році в Новоселенгинську розпочала свою діяльність Англійська духовна місія в Забайкаллі.
Після відбуття каторги на Петрівському заводі 14 декабристів мешкали на поселенні в Бурятії.
У 1851 році Забайкалля, що складалося з двох округів — Верхньоудинського та Нерчинського, було виділено з Іркутської губернії та перетворено на самостійну Забайкальську область.
Наказом імператора Миколи I 17 (30) березня 1851 року було утворено Забайкальське козацьке військо. До складу війська увійшли три кінних полки і три піших бригади — Верхньоудинські 1-й, 2-й, 3-й російські полки, 4-й тунгуський полк, 5-й і 6-й бурятські полки. Військо несло внутрішню службу та охороняло державний кордон Росії з Китаєм.
У 1884 році Забайкальська область, що раніше належала до Східно-Сибірського генерал-губернаторства, увійшла до складу новоствореного Приамурського генерал-губернаторства.
У 1897 році в Читі вийшла перша газета «Життя на східній околиці» російською та бурятською мовами.
За даними перепису 1897 населення Забайкальської області становило 672 072 осіб.

### XX століття
У 1900 році було відкрито регулярний рух Забайкальською залізницею.

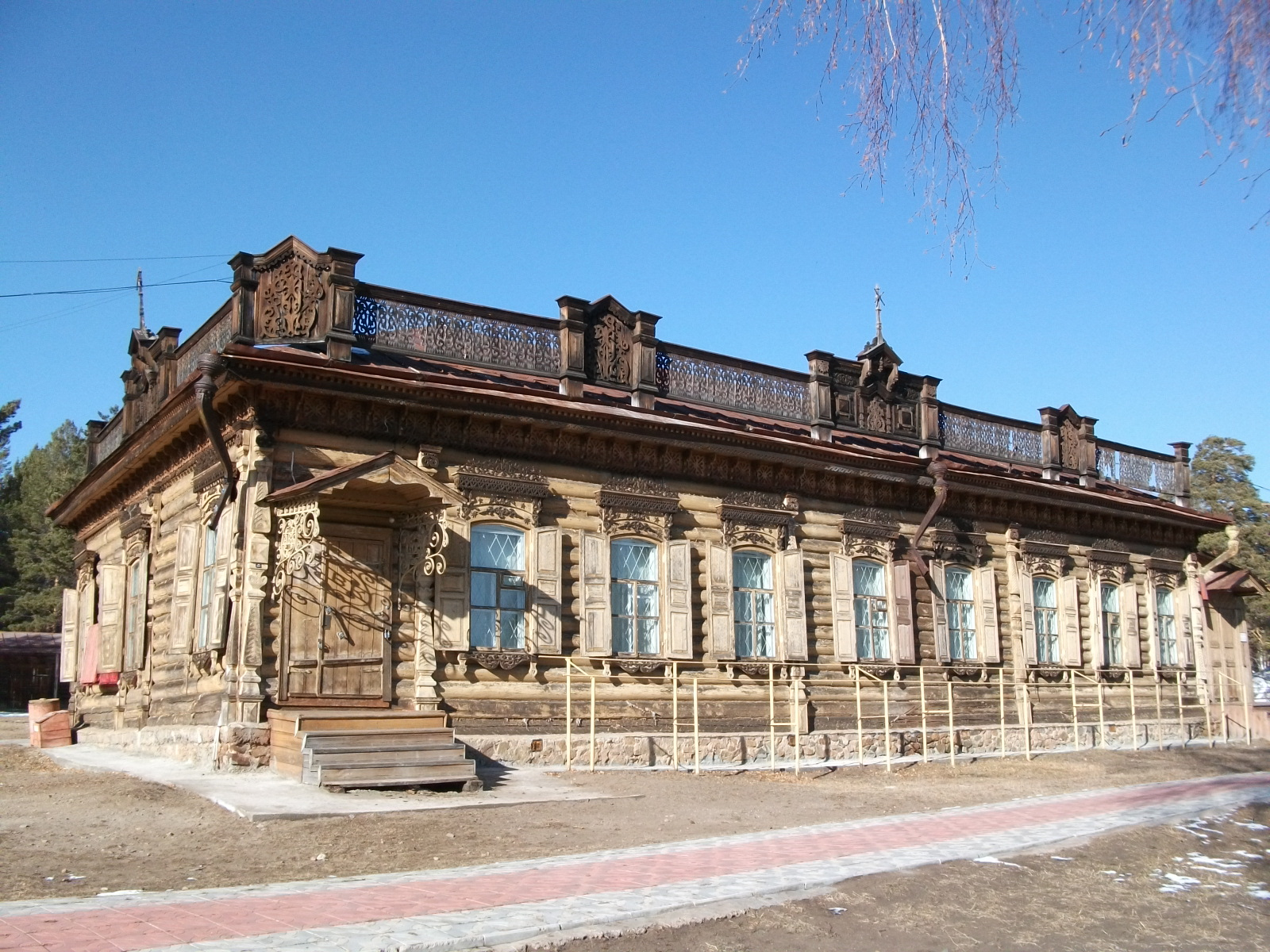
Купецький будинок
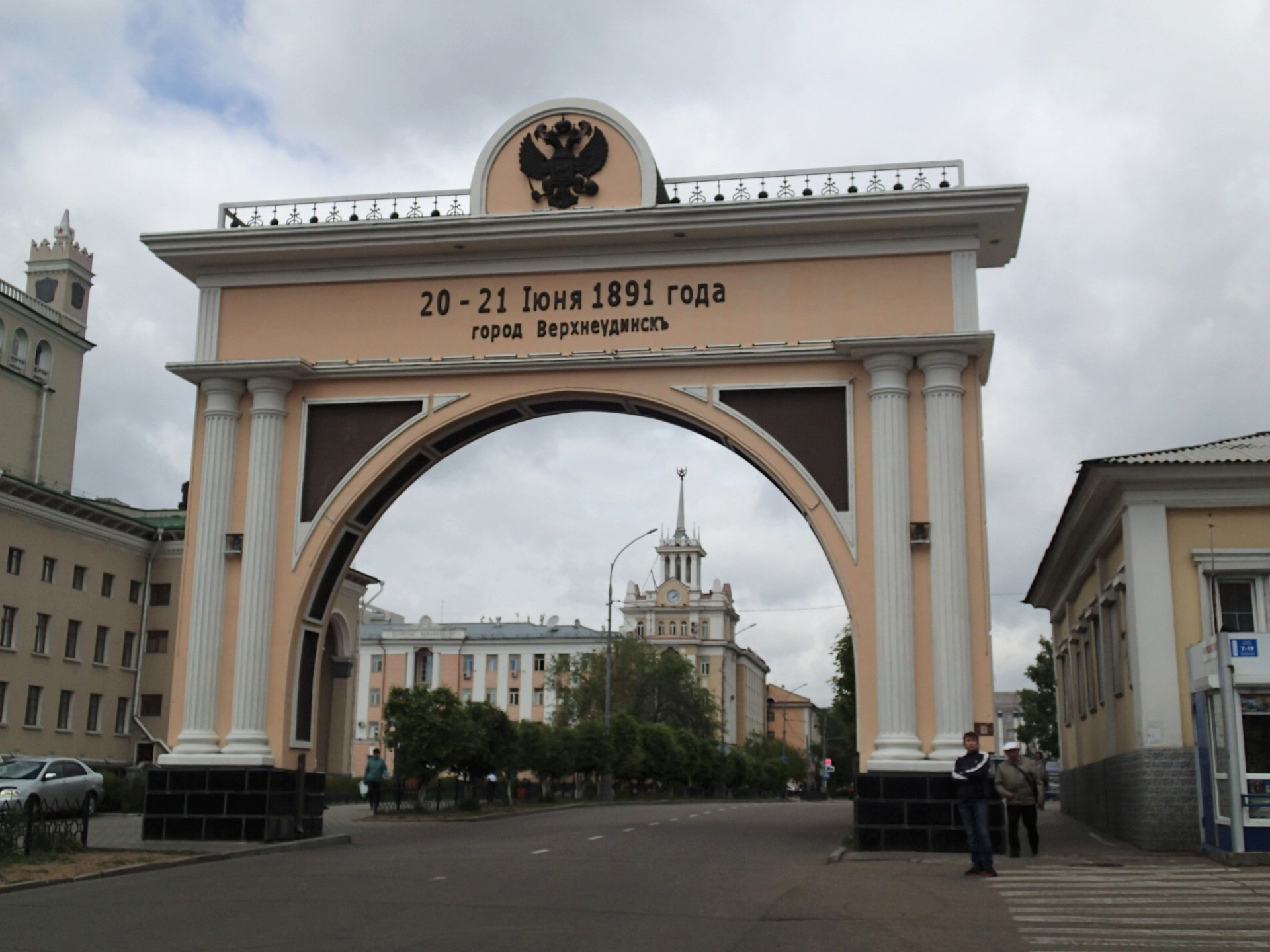
Царська тріумфальна арка
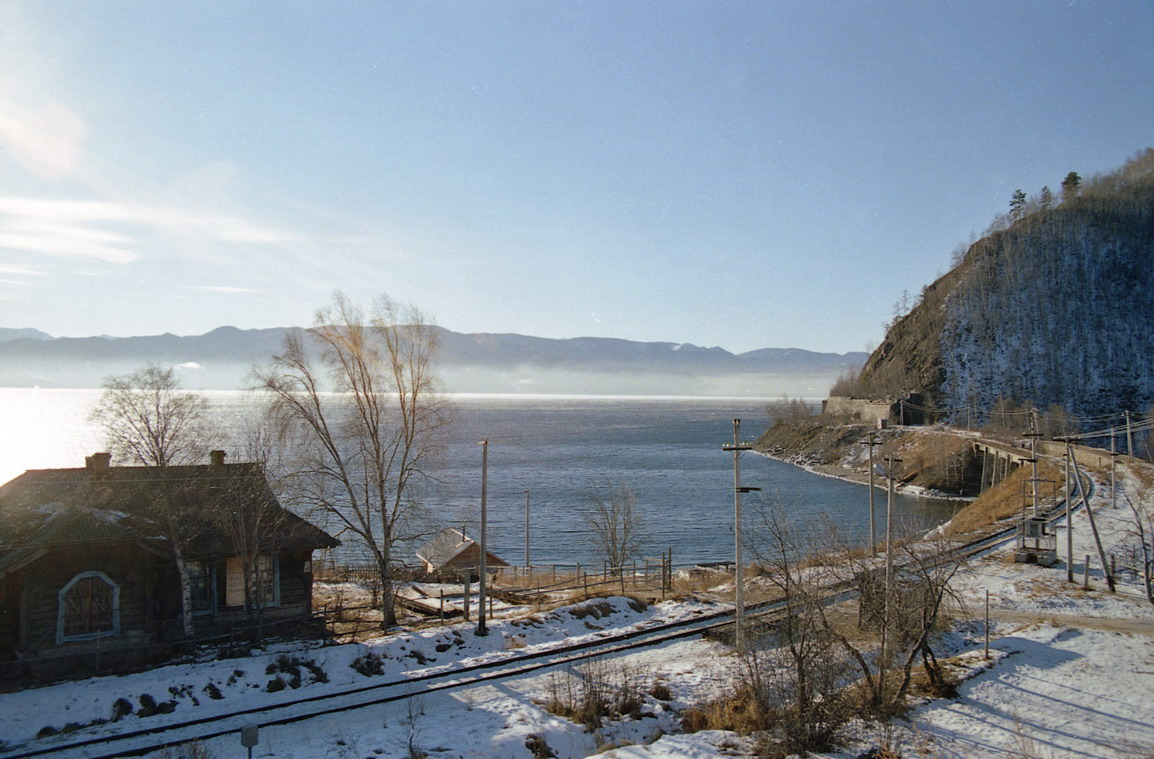
Кругобайкальська залізниця

## Національна державність (1917-1920 р.)

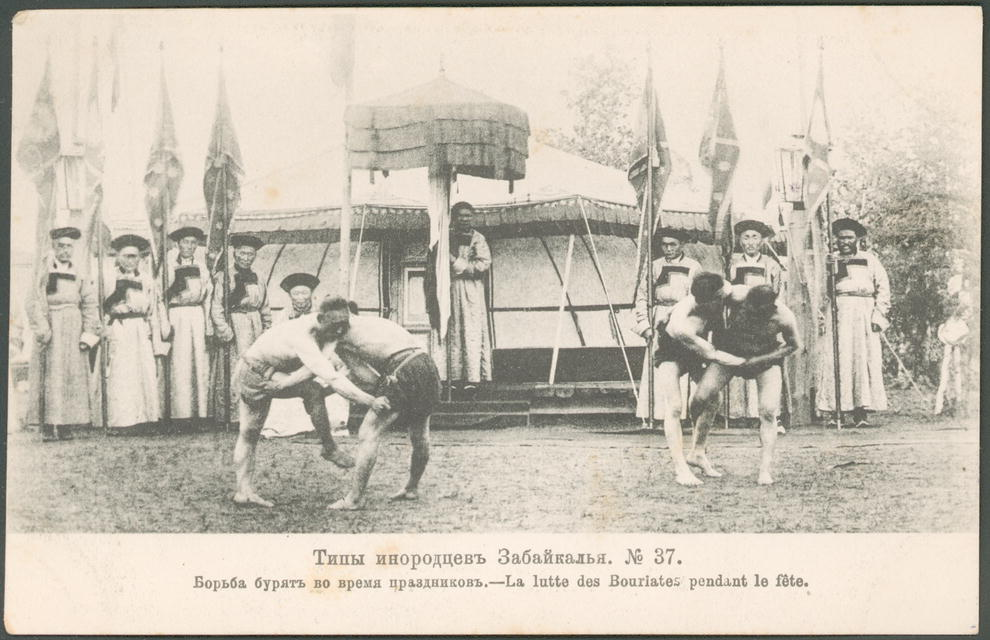
Національна боротьба на свято. Листівка 1904 року

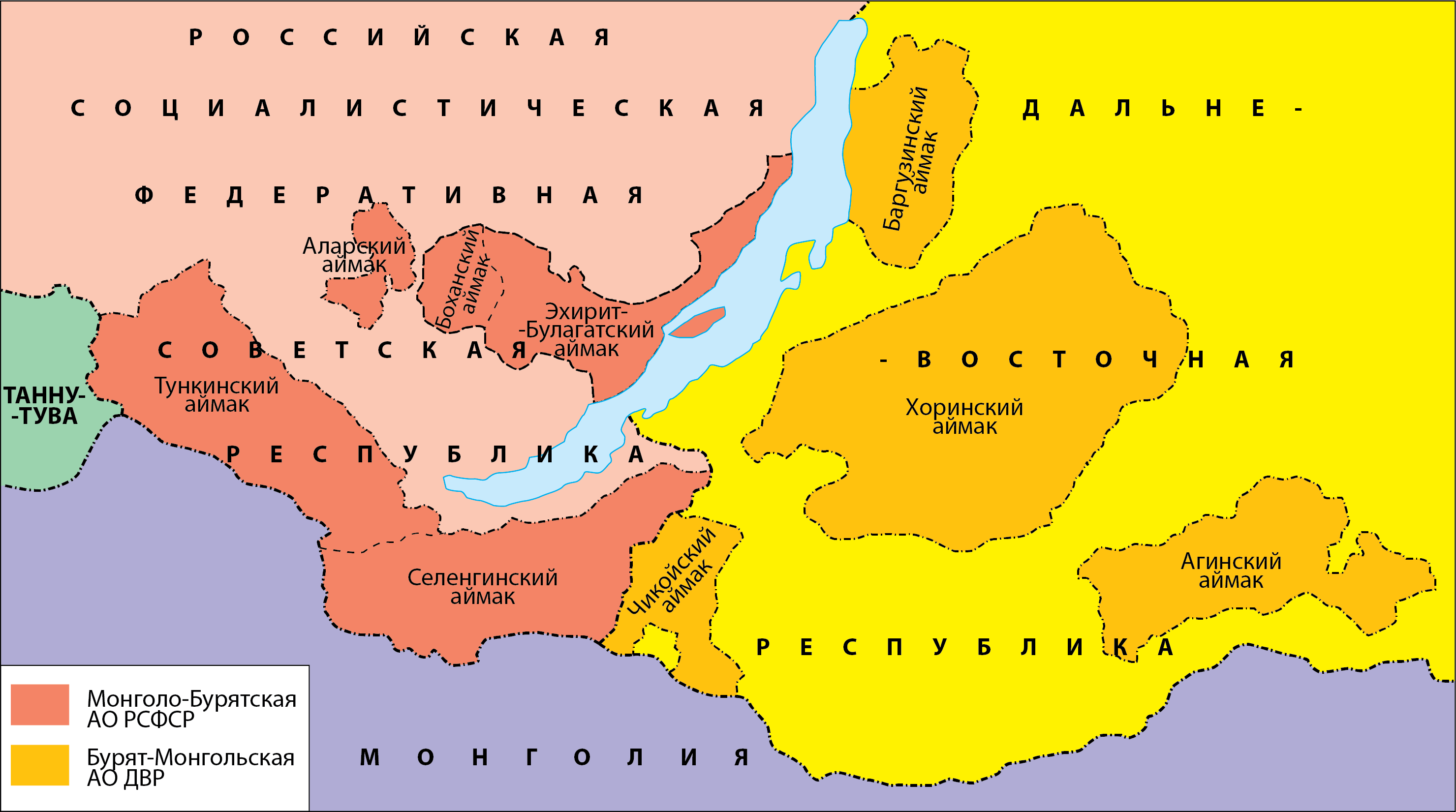
Монголо-Бурятська та Бурят-Монгольська АТ на початку 1922 року

У 1917 році була утворена перша національна держава бурятів — Держава Бурят-Монголія.
1918 року Забайкальський з'їзд Рад проголосив Забайкальську область губернією.
Радянську владу біля Бурятії було встановлено у лютому 1918 року, але вже влітку 1918 року її було повалено. За підтримки японських військ у Забайкаллі встановилася військова диктатура отамана Семенова. Торішнього серпня 1918 райони Бурятії вздовж Транссибірської магістралі окупували японські війська, а квітні 1919 року — експедиційний корпус армії США.
У 1919—1920 роках на території Бурятії діяли кілька національних та «білих» урядів — Держава Бурят-Монголія, теократична Балагатська держава, Велика панмонгольська держава.
2 березня 1920 року Червона Армія за підтримки партизанів захопила Верхньоудинськ. Західна Бурятія увійшла до складу РРФСР, східна — в Далекосхідну республіку (ДВР). Верхньоудинськ у квітні — жовтні 1920 року був столицею ДВР.
У 1921 році у складі ДВР була створена Бурят-Монгольська автономна область (Агінський, Баргузинський, Хоринський і Читинський аймаки; центр округу — Чита).

## У складі Росії
9 січня 1922 року була утворена Монголо-Бурятська автономна область у складі РРФСР (Тункінський, Аларський, Ехіріт-Булагатський, Боханський та Селенгінський аймаки; центр округу — Іркутськ). Органом управління є військово-революційний комітет, БурРевком. Першим керівником БурРевкому (і, відповідно, радянської Бурят-Монголії) був іркутський більшовик, бурят Михей Єрбанов .
Після виведення іноземних інтервентів з Далекого Сходу та приєднання ДВР до РРФСР, у листопаді 1922 року) обидві автономні області об'єдналися і 30 травня 1923 року було утворено Бурят-Монгольську Автономну Радянську Соціалістичну Республіку зі столицею у м. Верхньоудинську, що увійшла до складу РРФСР. Ця дата вважається днем утворення Республіки Бурятія.
30 липня 1930 року був утворений Східно-Сибірський край (крайовий центр — Іркутськ), до складу якого увійшла Бурят-Монгольська АРСР.
Період індустріалізації Бурятії знаменувався будівництвом великих промислових підприємств, значним збільшенням валового продукту, міцним входженням у систему міжгосподарських зв'язків СРСР. Так, у роки першої та другої п'ятирічок було введено в експлуатацію підприємства союзного значення: Улан-Удинський паровозо-вагоноремонтний завод з теплоелектроцентраллю (1932—1937), механізований скляний завод (1930—1935), млиновий комбінат (1933—1935), Джидінський вольфрамо-молібденовий комбінат (1934—1936). У цей же час були побудовані великі підприємства місцевої промисловості: Улан-Удинська міська електростанція, Улан-Удинський судноремонтний завод, Верхньо-Березівський цегельний завод, вапняний завод, валяльно-повстяна фабрика, два механізовані хлібозаводи. За роки другої п'ятирічки було введено в дію 85 нових фабрик та заводів. До 1937 року у республіці налічувалося 140 великих промислових підприємств, частка промислового виробництва, у валовий продукції становила 71,1 %.

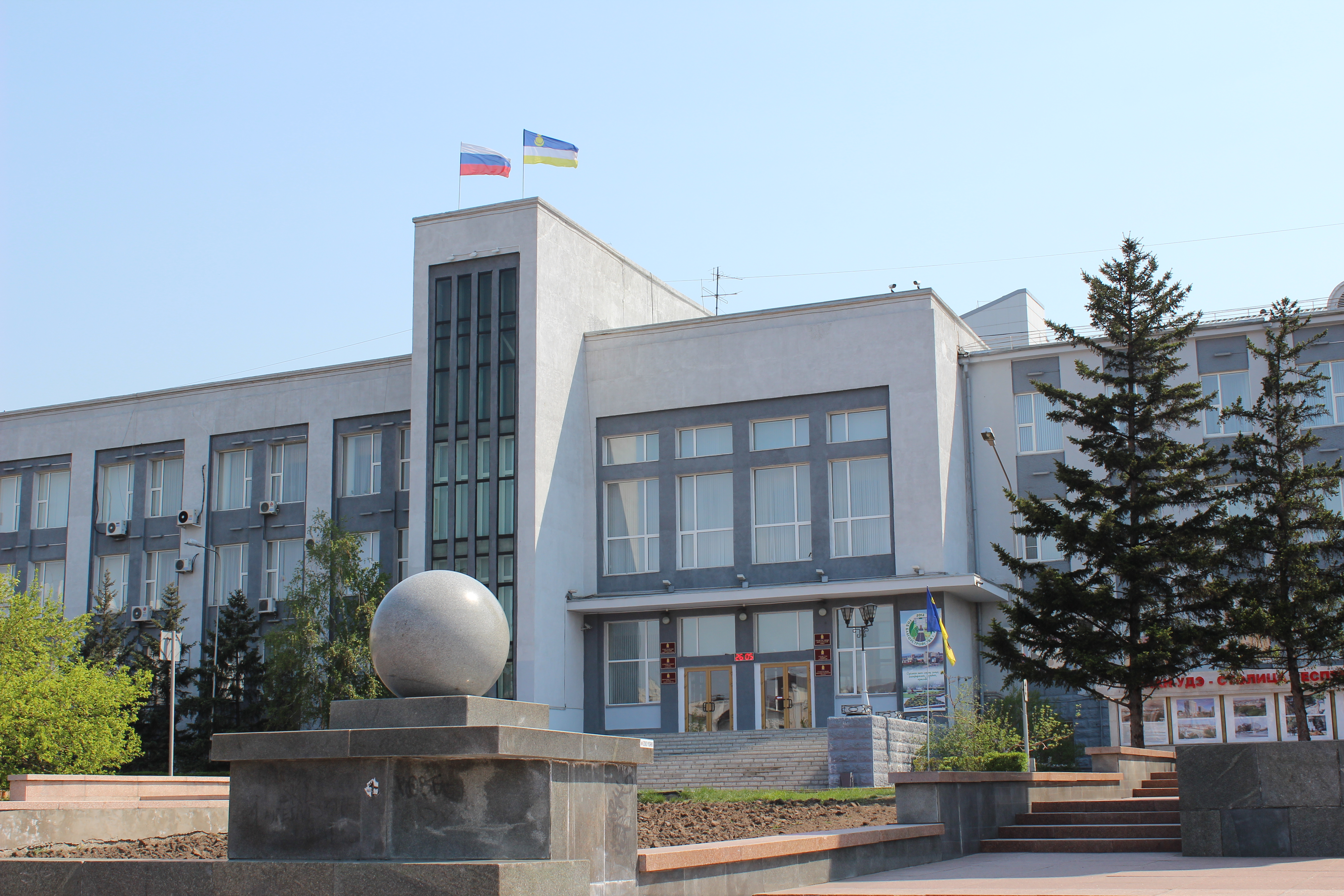
Будівля мерії Улан-Уде

З утворенням у бурятів своєї республіки в 1923 році офіційною мовою було оголошено бурят-монгольську мову. Буряти офіційно використовували свій вертикальний монгольський шрифт, який через те, що у письмі використовувався письмову монгольську класичну мову, ігнорував діалектні відмінності бурятів. Але 1933 року цей шрифт було заборонено. Незважаючи на цю заборону мову, все ще продовжував офіційно називатися «бурят-монгольська мова».
У 1931—1938 роках бурят-монгольська мова була перекладена латинським шрифтом. Латиниця вперше наочно показала діалектні відмінності бурятів, але при цьому бурятська мова, написана на латиниці, все ще продовжувала зберігати свою монгольську основу мови: лексику, граматичні правила, стилістику тощо. Ситуація почала змінюватися в 1939 році з введенням кирилиці, коли основу нової літературної мови було взято лише розмовна форма мови, якою у наступний період друкувалися всі видання. Кирилиця через свою графічну особливість ще більше виявила діалектні відмінності бурятів. Багато літературних письмових форм бурят-монгольської мови були формально визнані застарілими і були виключені з уживання як у новій бурятській літературній мові, так і в монгольській мові при його перекладі на кирилицю.
У 1934 Верхнеудинськ був перейменований в Улан-Уде.
5 грудня 1936 Східно-Сибірський край був розділений на Східно-Сибірську область (центр — Іркутськ) і Бурят-Монгольську АРСР (столиця — Улан-Уде).
26 вересня 1937 року при поділі Східно-Сибірської області на Іркутську та Читинську області зі складу Бурят-Монгольської АРСР виділено Усть-Ординський та Агінський Бурятські національні округи.

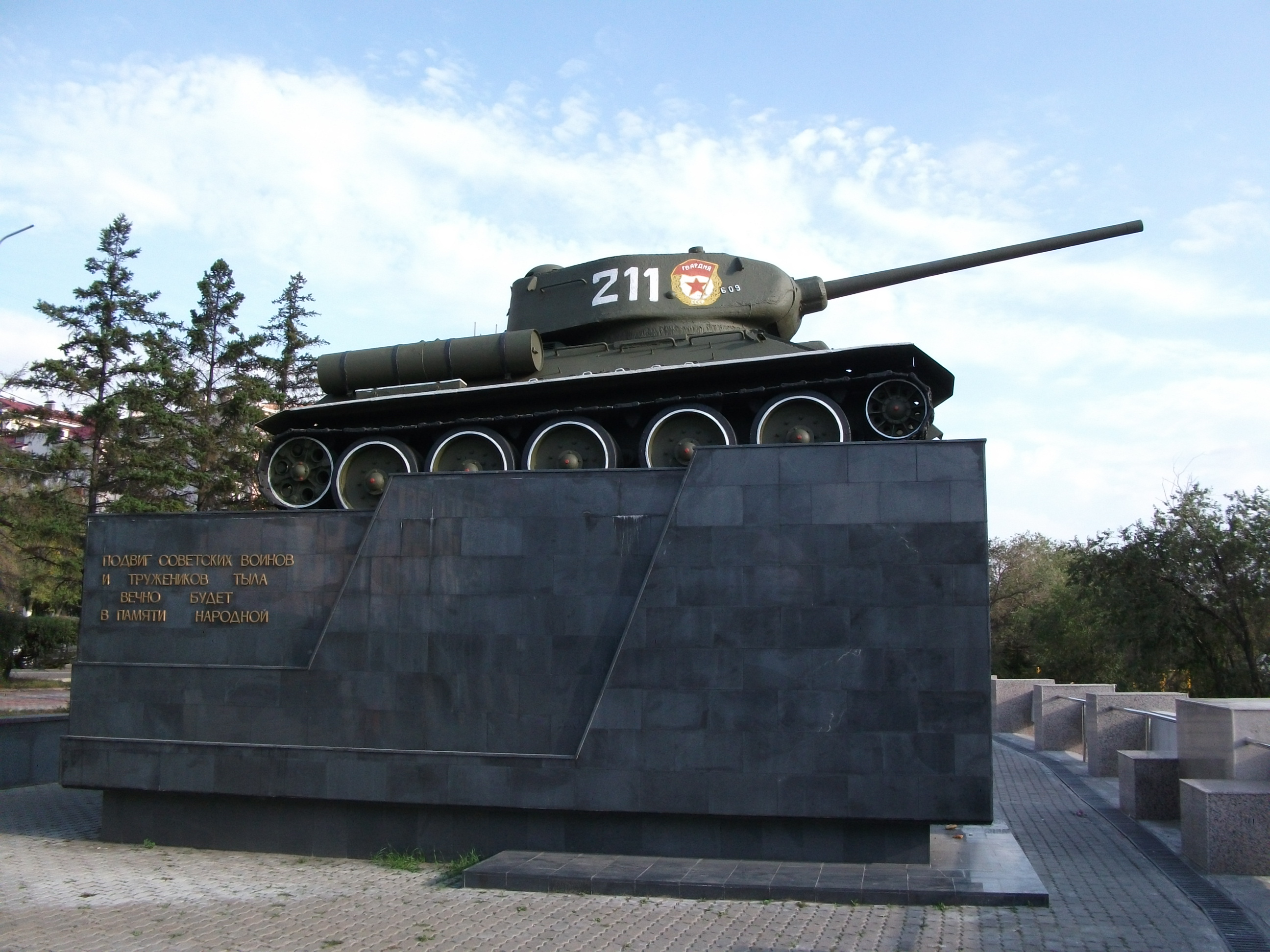
Пам'ятник подвигу Радянських воїнів та трудівників тилу

Під час Німецько-радянської війни з Бурятії на фронт було призвано 120 тисяч осіб, з них загинуло 34,2 тисячі, і 6,5 тисяч повернулися інвалідами. 36 осіб отримали звання Героя Радянського Союзу, 11 осіб стали повними кавалерами Ордену Слави, 37 тисяч осіб нагороджено орденами та медалями.
7 липня 1958 — Бурят-Монгольська АРСР указом Президії Верховної Ради СРСР перейменована в Бурятську АРСР.

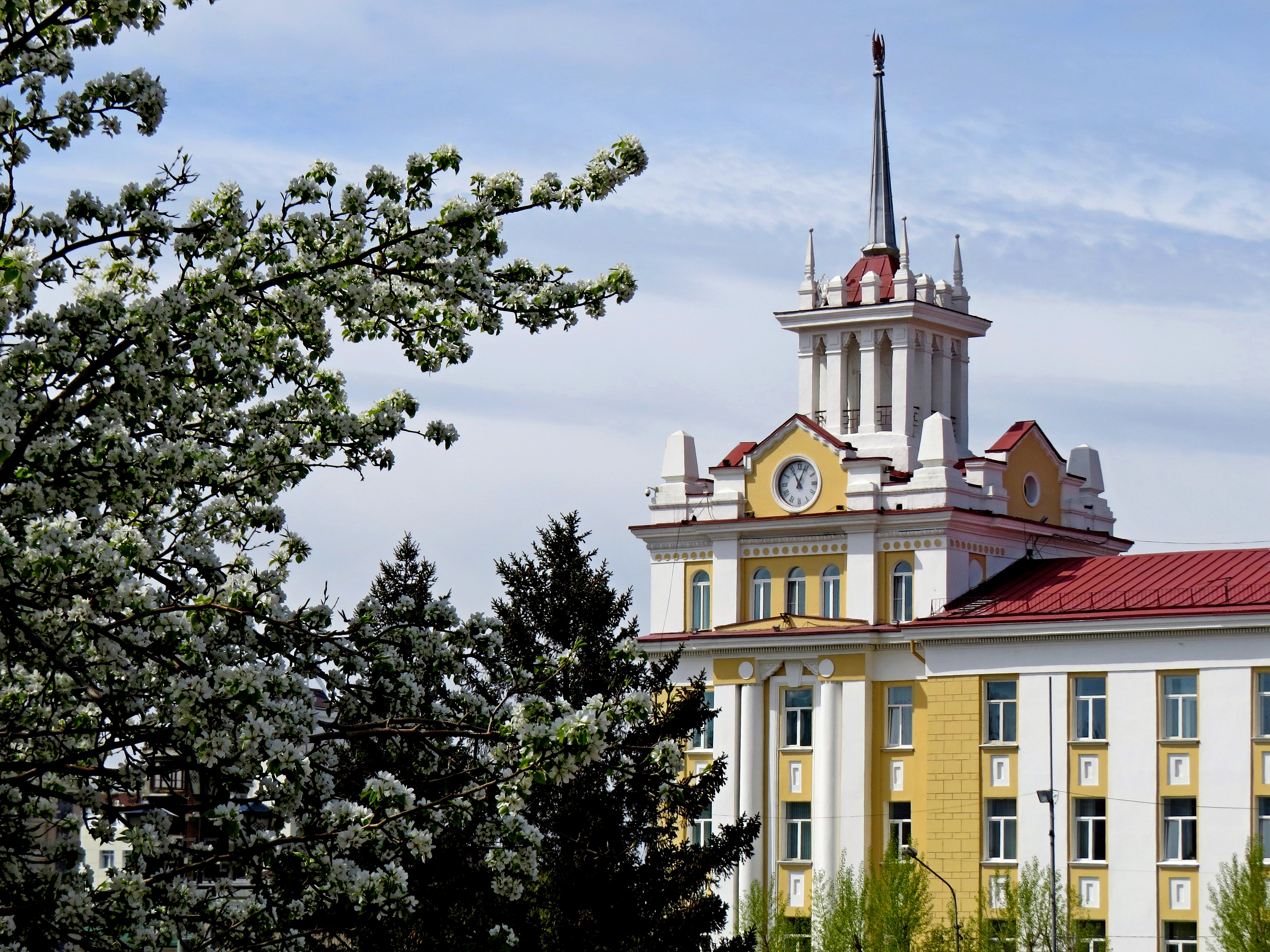
Будівля Бурятського комітету радіомовлення

8 жовтня 1990 року Верховною Радою Бурятської АРСР було прийнято Декларацію про державний суверенітет Бурятської Радянської Соціалістичної Республіки. За цим документом, Бурятія відмовилася від статусу автономії та проголосила державний суверенітет Бурятської РСР на своїй території. Відтепер носієм суверенітету та єдиним джерелом влади в республіці було проголошено народ Бурятії. Було закріплено положення про те, що Бурятська РСР самостійна у вирішенні будь-яких питань державного життя, у тому числі у проведенні своєї національної, економічної, екологічної, соціальної, культурної, наукової та кадрової політики. На території республіки проголошувалося верховенство Конституції та законів Бурятської РСР. Закони РРФСР і СРСР оголошувалися мають вищу юридичну силу біля республіки у разі, якщо вони прийнято відповідно до повноваженнями, добровільно делегованими у відання федеральних органів влади. Було зазначено, що Бурятська РСР має своє громадянство, а державними мовами в республіці є російська та бурятська. 24 квітня 2002 року Народним Хуралом Республіки Бурятія прийнято Закон Республіки Бурятія № 1004-II «Про визнання Декларації, що втратила чинність, про державний суверенітет Республіки Бурятія».
У квітні 1990 року Леоніда Потапова обрано першим секретарем Бурятського обласного комітету КПРС (вибори проводилися на альтернативній основі). Його було обрано членом ЦК КПРС (1990). У 1990—1993 роках він був народним депутатом Росії. У жовтні 1991 року на сесії Верховної Ради Бурятської РСР було обрано головою Верховної Ради республіки. У грудні 1993 року його було обрано членом Ради Федерації у Бурятському двомандатному виборчому округу № 3, набравши 39,06 % голосів. Він був членом Комітету з питань аграрної політики.

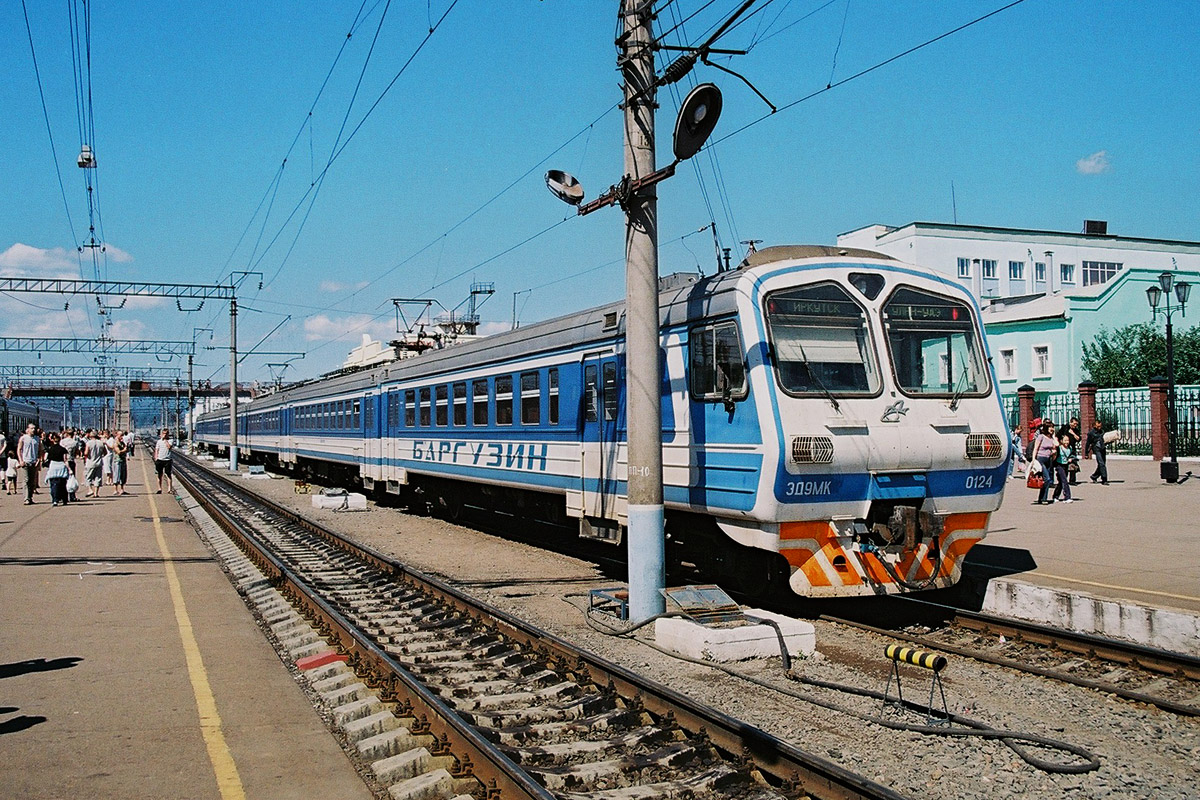
Залізничний транспорт
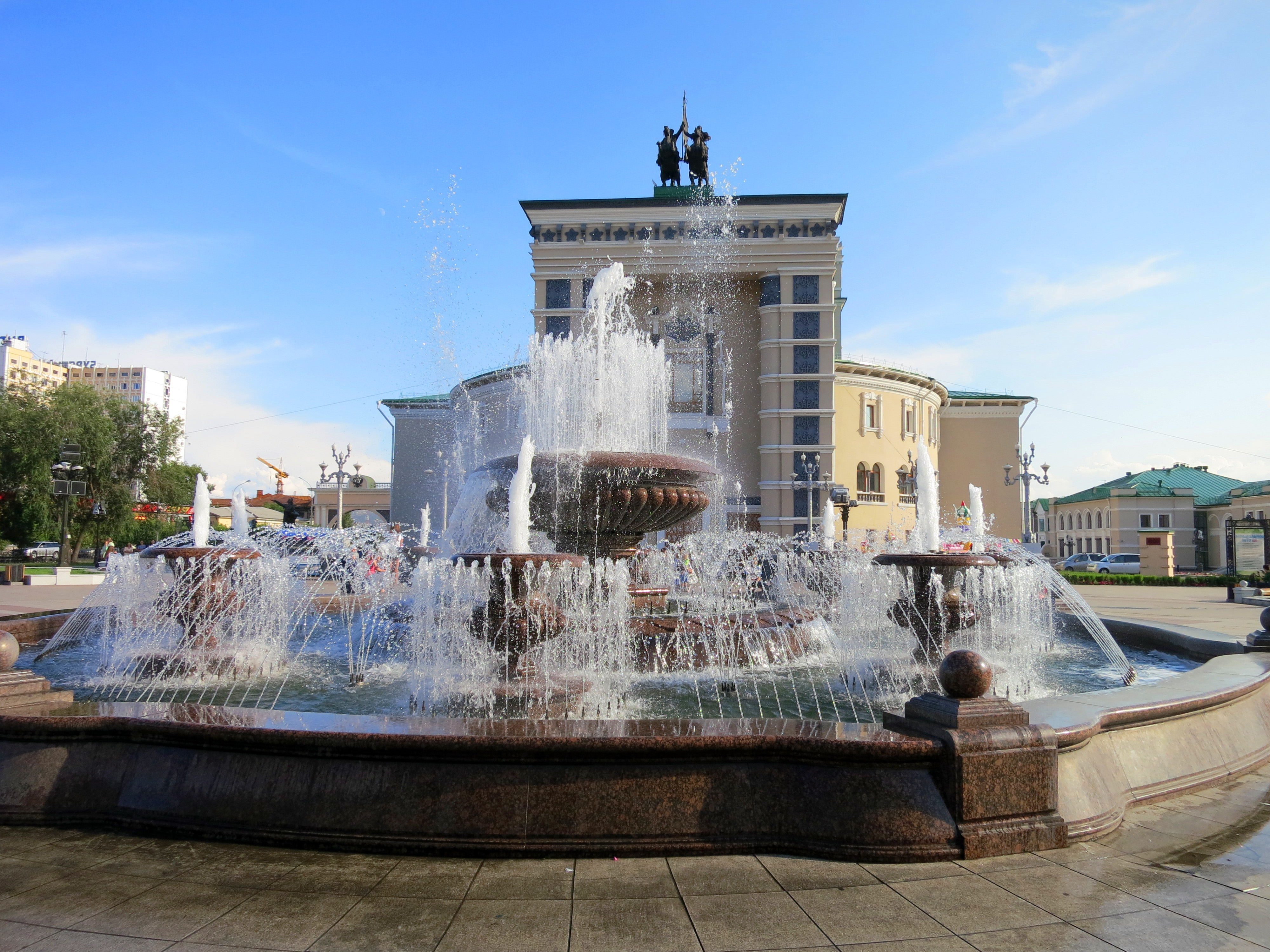
Бурятський театр опери та балету
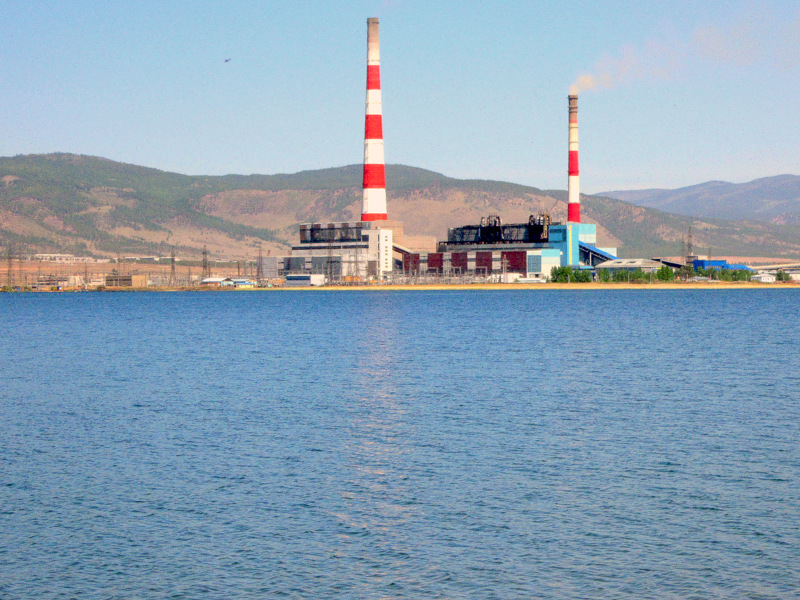
Гусиноозерська ДРЕС

## У складі Російської Федерації

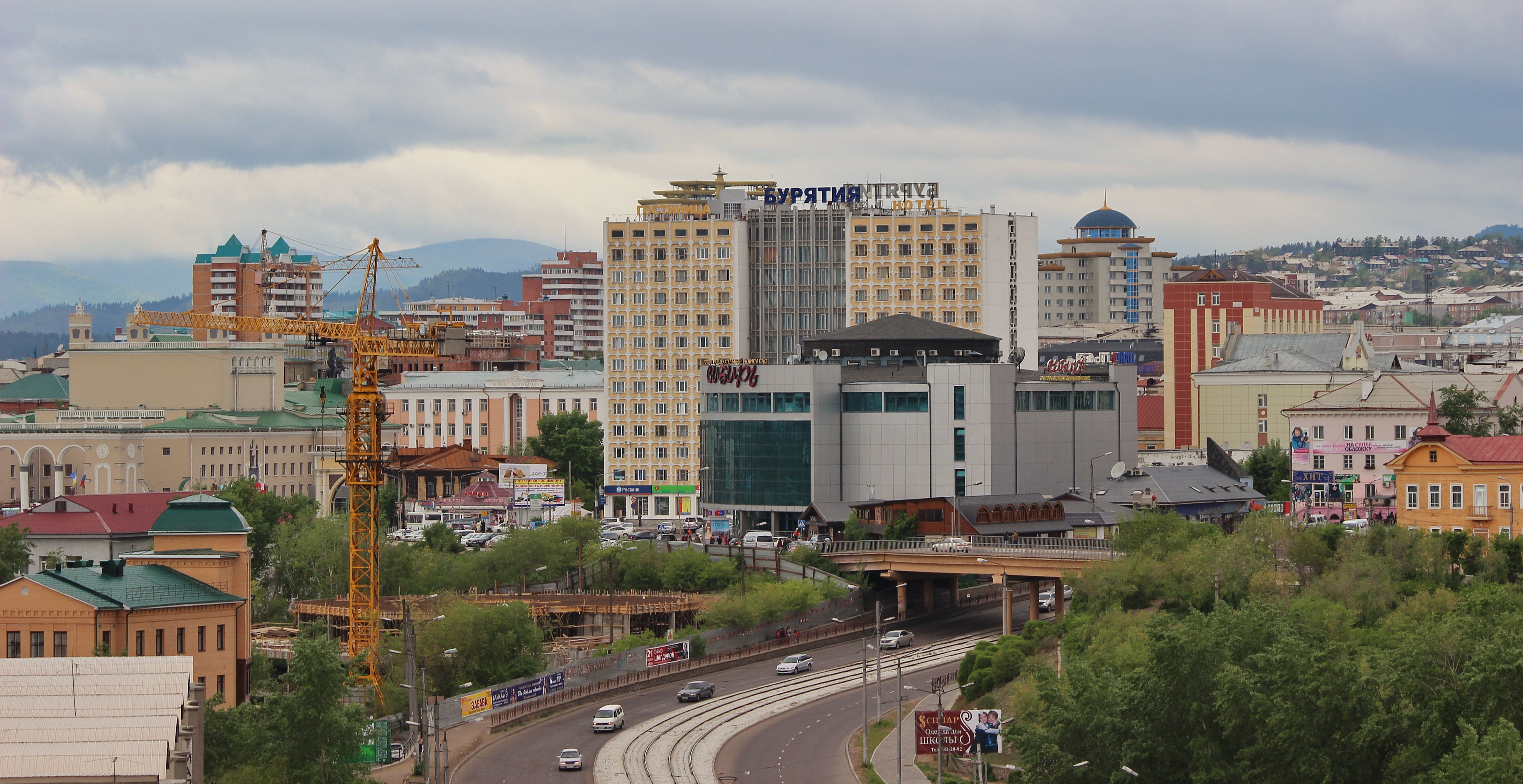
Центр Улан-Уде

27 березня 1992 року Бурятська РСР була перейменована в Республіку Бурятія.
Внаслідок виборів 1994 року Леонід Потапов став першим Президентом і водночас Головою Уряду Республіки Бурятія.
На президентських виборах 21 червня 1998 року Леоніда Потапова було обрано на другий президентський термін (63,3 % голосів виборців, які брали участь у виборах).
У 2000 році при освіті федеральних округів Росії Бурятія була включена до складу Сибірського федерального округу.
23 червня 2002 року Леоніда Потапова було обрано Президентом Республіки Бурятія на третій термін, здобувши перемогу вже в першому турі виборів і набравши понад 67 % голосів виборців, значно випередивши свого основного суперника — депутата Державної Думи Бато Семенова.
4 червня 2007 року Президент Росії Володимир Путін вніс кандидатуру В'ячеслава Наговіцина на розгляд Народного Хуралу Республіки Бурятія для наділення його повноваженнями Президента Республіки Бурятія. 15 червня Народний Хурал затвердив В'ячеслава Наговіцина на посаді Президента, Голови Уряду Республіки Бурятія.
У липні 2011 року Бурятія відзначила 350-річчя входження до складу Росії.
5 травня 2012 року Президент Росії Дмитро Медведєв вніс до Народного Хуралу республіки Бурятія кандидатуру В'ячеслава Наговіцина для наділення його повноваженнями Глави Республіки Бурятія.
11 травня 2012 року Президент Росії Володимир Путін прийняв дострокову відставку президента Республіки Бурятія, указ набув чинності 12 травня 2012 року.
12 травня 2012 року Народний Хурал Республіки Бурятія затвердив В'ячеслава Наговіцина на посту Глави Республіки Бурятія. Того ж дня в Оперному театрі відбулася інавгурація В'ячеслава Наговіцина.
30 травня 2013 року Бурятія відзначила 90-річчя від дня утворення.
7 лютого 2017 року В'ячеслав Наговіцин оголосив про відставку. Того ж дня звільнено з посади Указом президента Росії Володимира Путіна. Тимчасово виконуючим обов'язки Глави Республіки Бурятія «до вступу на посаду особи, обраної Головою Республіки Бурятія» призначено Олексія Циденова, який на виборах 10 вересня здобув перемогу, набравши 87,43 % голосів виборців. Вступив на посаду Глави Республіки Бурятія 22 вересня 2017.
3 листопада 2018 року Бурятія була переведена в Далекосхідний федеральний округ.
У 2019 році — в Далекосхідний економічний район (до того входила до Східно-Сибірського економічного району).
11 вересня 2022 року на виборах глави Республіки Бурятія Олексій Циденов здобув перемогу у першому турі (набравши 86,23 % голосів) та був переобраний на другий термін.